# Liste der Kulturdenkmale in Berlin-Dahlem

Lage von Dahlem in Berlin

In der Liste der Kulturdenkmale von Dahlem sind die Kulturdenkmale des Berliner Ortsteils Dahlem im Bezirk Steglitz-Zehlendorf aufgeführt.

## Denkmalbereiche (Ensembles)
| Nr.      | Lage | Offizielle Bezeichnung | Bestandteile / Beschreibung | Bild                                |
| -------- | --- | --- | --- | ----------------------------------- |
| 09097800 | Altensteinstraße 51 Ehrenbergstraße 6 Reichensteiner Weg 24/26 (Lage) | Wohn- und Verwaltungsgebäude und Paulinum des Central-Ausschuss für die Innere Mission der deutschen evangelischen Kirche Baudenkmal siehe: Reichensteiner Weg 24/26 | Weiterer Bestandteil des Ensembles: | Weiterer Bestandteil des Ensembles: |
| 09097800 | Altensteinstraße 51 Ehrenbergstraße 6 Reichensteiner Weg 24/26 (Lage) | Wohn- und Verwaltungsgebäude und Paulinum des Central-Ausschuss für die Innere Mission der deutschen evangelischen Kirche Baudenkmal siehe: Reichensteiner Weg 24/26 | 09097801 – Altensteinstraße 51, Wohn- und Verwaltungsgebäude, 1907–1908 von Karl Cujath |                                     |
| 09075381 | Bernadottestraße 94/96 Miquelstraße 83 (Lage) | Villengruppe Baudenkmale siehe: Bernadottestraße 94, 96 Miquelstraße 83 | 1912–1913 |                                     |
| 09075312 | Breitenbachplatz 8/18 Dillenburger Straße 1 Schorlemerallee 1/5 Spilstraße 8/10 (Lage) | Miets- und Geschäftshäuser Baudenkmale siehe: Breitenbachplatz 8, 10/18 | Weiterer Bestandteil des Ensembles: | Weiterer Bestandteil des Ensembles: |
| 09075312 | Breitenbachplatz 8/18 Dillenburger Straße 1 Schorlemerallee 1/5 Spilstraße 8/10 (Lage) | Miets- und Geschäftshäuser Baudenkmale siehe: Breitenbachplatz 8, 10/18 | 09075422 – Schorlemerallee 1/5 / Spilstraße 8/10, Miets- und Geschäftshaus, 1928–1930 von Egon Fröhlich |                                     |
| 09030373 | Ihnestraße 16/26 Boltzmannstraße 1/3, 4, 12/20 Brümmerstraße 74 Faradayweg 4/16 Garystraße 1/7, 18, 21, 35/39 Harnackstraße 3/5 Hittorfstraße 18, 29/31 Thielallee 57, 63, 67/73 Van’t-Hoff-Straße 1, 2, 6/8, 9, 15/19 (Lage) | Campus der Kaiser-Wilhelm-Gesellschaft und der Freien Universität Berlin Baudenkmale siehe: Boltzmannstraße 3, 14, 18–20 Brümmerstraße 74 Faradayweg 8, 10, 16 Garystraße 1/3, 18, 21, 35/37 Ihnestraße 16/20, 22 Thielallee 63, 69, 73 Van’t-Hoff-Straße 6, 15, 17 Gartendenkmal siehe: Im Schwarzen Grund, Thielpark | Weitere Bestandteile des Ensembles: | Weitere Bestandteile des Ensembles: |
| 09030373 | Ihnestraße 16/26 Boltzmannstraße 1/3, 4, 12/20 Brümmerstraße 74 Faradayweg 4/16 Garystraße 1/7, 18, 21, 35/39 Harnackstraße 3/5 Hittorfstraße 18, 29/31 Thielallee 57, 63, 67/73 Van’t-Hoff-Straße 1, 2, 6/8, 9, 15/19 (Lage) | Campus der Kaiser-Wilhelm-Gesellschaft und der Freien Universität Berlin Baudenkmale siehe: Boltzmannstraße 3, 14, 18–20 Brümmerstraße 74 Faradayweg 8, 10, 16 Garystraße 1/3, 18, 21, 35/37 Ihnestraße 16/20, 22 Thielallee 63, 69, 73 Van’t-Hoff-Straße 6, 15, 17 Gartendenkmal siehe: Im Schwarzen Grund, Thielpark | 09030379 – Boltzmannstraße 1, Kaiser-Wilhelm-Institut für Biologie, Direktorenwohnhaus, 1914 von Ernst von Ihne |                                     |
| 09030373 | Ihnestraße 16/26 Boltzmannstraße 1/3, 4, 12/20 Brümmerstraße 74 Faradayweg 4/16 Garystraße 1/7, 18, 21, 35/39 Harnackstraße 3/5 Hittorfstraße 18, 29/31 Thielallee 57, 63, 67/73 Van’t-Hoff-Straße 1, 2, 6/8, 9, 15/19 (Lage) | Campus der Kaiser-Wilhelm-Gesellschaft und der Freien Universität Berlin Baudenkmale siehe: Boltzmannstraße 3, 14, 18–20 Brümmerstraße 74 Faradayweg 8, 10, 16 Garystraße 1/3, 18, 21, 35/37 Ihnestraße 16/20, 22 Thielallee 63, 69, 73 Van’t-Hoff-Straße 6, 15, 17 Gartendenkmal siehe: Im Schwarzen Grund, Thielpark | 09030393 – Boltzmannstraße 4, Kaiser-Wilhelm-Gesellschaft, Baubüro und Planarchiv, 1928 von Carl Sattler |                                     |
| 09030373 | Ihnestraße 16/26 Boltzmannstraße 1/3, 4, 12/20 Brümmerstraße 74 Faradayweg 4/16 Garystraße 1/7, 18, 21, 35/39 Harnackstraße 3/5 Hittorfstraße 18, 29/31 Thielallee 57, 63, 67/73 Van’t-Hoff-Straße 1, 2, 6/8, 9, 15/19 (Lage) | Campus der Kaiser-Wilhelm-Gesellschaft und der Freien Universität Berlin Baudenkmale siehe: Boltzmannstraße 3, 14, 18–20 Brümmerstraße 74 Faradayweg 8, 10, 16 Garystraße 1/3, 18, 21, 35/37 Ihnestraße 16/20, 22 Thielallee 63, 69, 73 Van’t-Hoff-Straße 6, 15, 17 Gartendenkmal siehe: Im Schwarzen Grund, Thielpark | 09030394 – Boltzmannstraße 12, Kaiser-Wilhelm-Institut für Zellphysiologie, Stallgebäude, 1930–1931 von Carl Sattler |                                     |
| 09030373 | Ihnestraße 16/26 Boltzmannstraße 1/3, 4, 12/20 Brümmerstraße 74 Faradayweg 4/16 Garystraße 1/7, 18, 21, 35/39 Harnackstraße 3/5 Hittorfstraße 18, 29/31 Thielallee 57, 63, 67/73 Van’t-Hoff-Straße 1, 2, 6/8, 9, 15/19 (Lage) | Campus der Kaiser-Wilhelm-Gesellschaft und der Freien Universität Berlin Baudenkmale siehe: Boltzmannstraße 3, 14, 18–20 Brümmerstraße 74 Faradayweg 8, 10, 16 Garystraße 1/3, 18, 21, 35/37 Ihnestraße 16/20, 22 Thielallee 63, 69, 73 Van’t-Hoff-Straße 6, 15, 17 Gartendenkmal siehe: Im Schwarzen Grund, Thielpark | 09030400 – Boltzmannstraße 16, Kaiser-Wilhelm-Institut für Physik, Kältelaboratorium, 1935–1936 von Carl Sattler |                                     |
| 09030373 | Ihnestraße 16/26 Boltzmannstraße 1/3, 4, 12/20 Brümmerstraße 74 Faradayweg 4/16 Garystraße 1/7, 18, 21, 35/39 Harnackstraße 3/5 Hittorfstraße 18, 29/31 Thielallee 57, 63, 67/73 Van’t-Hoff-Straße 1, 2, 6/8, 9, 15/19 (Lage) | Campus der Kaiser-Wilhelm-Gesellschaft und der Freien Universität Berlin Baudenkmale siehe: Boltzmannstraße 3, 14, 18–20 Brümmerstraße 74 Faradayweg 8, 10, 16 Garystraße 1/3, 18, 21, 35/37 Ihnestraße 16/20, 22 Thielallee 63, 69, 73 Van’t-Hoff-Straße 6, 15, 17 Gartendenkmal siehe: Im Schwarzen Grund, Thielpark | 09030402 – Faradayweg 6, Kaiser-Wilhelm-Institut für Physikalische und Elektro-Chemie, Institutsgebäude und Anbauten, 1912 von Ernst von Ihne und Max Guth, 1920er/1939 von Carl Sattler                                        |                                     |
| 09030373 | Ihnestraße 16/26 Boltzmannstraße 1/3, 4, 12/20 Brümmerstraße 74 Faradayweg 4/16 Garystraße 1/7, 18, 21, 35/39 Harnackstraße 3/5 Hittorfstraße 18, 29/31 Thielallee 57, 63, 67/73 Van’t-Hoff-Straße 1, 2, 6/8, 9, 15/19 (Lage) | Campus der Kaiser-Wilhelm-Gesellschaft und der Freien Universität Berlin Baudenkmale siehe: Boltzmannstraße 3, 14, 18–20 Brümmerstraße 74 Faradayweg 8, 10, 16 Garystraße 1/3, 18, 21, 35/37 Ihnestraße 16/20, 22 Thielallee 63, 69, 73 Van’t-Hoff-Straße 6, 15, 17 Gartendenkmal siehe: Im Schwarzen Grund, Thielpark | 09030446 – Garystraße 5–7, Freie Universität Berlin, Institut für Embryopharmakologie, 1971–1973 von Wolfgang Dommer |                                     |
| 09030373 | Ihnestraße 16/26 Boltzmannstraße 1/3, 4, 12/20 Brümmerstraße 74 Faradayweg 4/16 Garystraße 1/7, 18, 21, 35/39 Harnackstraße 3/5 Hittorfstraße 18, 29/31 Thielallee 57, 63, 67/73 Van’t-Hoff-Straße 1, 2, 6/8, 9, 15/19 (Lage) | Campus der Kaiser-Wilhelm-Gesellschaft und der Freien Universität Berlin Baudenkmale siehe: Boltzmannstraße 3, 14, 18–20 Brümmerstraße 74 Faradayweg 8, 10, 16 Garystraße 1/3, 18, 21, 35/37 Ihnestraße 16/20, 22 Thielallee 63, 69, 73 Van’t-Hoff-Straße 6, 15, 17 Gartendenkmal siehe: Im Schwarzen Grund, Thielpark | 09035108 – Garystraße 35/37, Tennisplätze am Harnack-Haus, Die Tennis-Plätze sind als solche fast nicht mehr zu erkennen, da sie aufgrund von Grundstücksstreitigkeiten seit dem Jahr 2013 brachliegen und zusehends verfallen. |                                     |
| 09030373 | Ihnestraße 16/26 Boltzmannstraße 1/3, 4, 12/20 Brümmerstraße 74 Faradayweg 4/16 Garystraße 1/7, 18, 21, 35/39 Harnackstraße 3/5 Hittorfstraße 18, 29/31 Thielallee 57, 63, 67/73 Van’t-Hoff-Straße 1, 2, 6/8, 9, 15/19 (Lage) | Campus der Kaiser-Wilhelm-Gesellschaft und der Freien Universität Berlin Baudenkmale siehe: Boltzmannstraße 3, 14, 18–20 Brümmerstraße 74 Faradayweg 8, 10, 16 Garystraße 1/3, 18, 21, 35/37 Ihnestraße 16/20, 22 Thielallee 63, 69, 73 Van’t-Hoff-Straße 6, 15, 17 Gartendenkmal siehe: Im Schwarzen Grund, Thielpark | Pavillon um 1929 |                                     |
| 09030373 | Ihnestraße 16/26 Boltzmannstraße 1/3, 4, 12/20 Brümmerstraße 74 Faradayweg 4/16 Garystraße 1/7, 18, 21, 35/39 Harnackstraße 3/5 Hittorfstraße 18, 29/31 Thielallee 57, 63, 67/73 Van’t-Hoff-Straße 1, 2, 6/8, 9, 15/19 (Lage) | Campus der Kaiser-Wilhelm-Gesellschaft und der Freien Universität Berlin Baudenkmale siehe: Boltzmannstraße 3, 14, 18–20 Brümmerstraße 74 Faradayweg 8, 10, 16 Garystraße 1/3, 18, 21, 35/37 Ihnestraße 16/20, 22 Thielallee 63, 69, 73 Van’t-Hoff-Straße 6, 15, 17 Gartendenkmal siehe: Im Schwarzen Grund, Thielpark | 09030447 – Garystraße 39 / Ihnestraße 26, FU-Universitätsbibliothek am Henry-Ford-Bau, 1952–1954/1976 von Sobotka & Müller |                                     |
| 09030373 | Ihnestraße 16/26 Boltzmannstraße 1/3, 4, 12/20 Brümmerstraße 74 Faradayweg 4/16 Garystraße 1/7, 18, 21, 35/39 Harnackstraße 3/5 Hittorfstraße 18, 29/31 Thielallee 57, 63, 67/73 Van’t-Hoff-Straße 1, 2, 6/8, 9, 15/19 (Lage) | Campus der Kaiser-Wilhelm-Gesellschaft und der Freien Universität Berlin Baudenkmale siehe: Boltzmannstraße 3, 14, 18–20 Brümmerstraße 74 Faradayweg 8, 10, 16 Garystraße 1/3, 18, 21, 35/37 Ihnestraße 16/20, 22 Thielallee 63, 69, 73 Van’t-Hoff-Straße 6, 15, 17 Gartendenkmal siehe: Im Schwarzen Grund, Thielpark | 09030595 – Harnackstraße 5, Kaiser-Wilhelm-Institut für Physik, Direktorenwohnhaus, 1935–1936 von Carl Sattler |                                     |
| 09030373 | Ihnestraße 16/26 Boltzmannstraße 1/3, 4, 12/20 Brümmerstraße 74 Faradayweg 4/16 Garystraße 1/7, 18, 21, 35/39 Harnackstraße 3/5 Hittorfstraße 18, 29/31 Thielallee 57, 63, 67/73 Van’t-Hoff-Straße 1, 2, 6/8, 9, 15/19 (Lage) | Campus der Kaiser-Wilhelm-Gesellschaft und der Freien Universität Berlin Baudenkmale siehe: Boltzmannstraße 3, 14, 18–20 Brümmerstraße 74 Faradayweg 8, 10, 16 Garystraße 1/3, 18, 21, 35/37 Ihnestraße 16/20, 22 Thielallee 63, 69, 73 Van’t-Hoff-Straße 6, 15, 17 Gartendenkmal siehe: Im Schwarzen Grund, Thielpark | 09030710- Hittorfstraße 18, Kaiser-Wilhelm-Institut für experimentelle Therapie, Wohnhaus für den Leiter der biochemischen Abteilung, 1913 von Vincent Wisniewski                                                               |                                     |
| 09030373 | Ihnestraße 16/26 Boltzmannstraße 1/3, 4, 12/20 Brümmerstraße 74 Faradayweg 4/16 Garystraße 1/7, 18, 21, 35/39 Harnackstraße 3/5 Hittorfstraße 18, 29/31 Thielallee 57, 63, 67/73 Van’t-Hoff-Straße 1, 2, 6/8, 9, 15/19 (Lage) | Campus der Kaiser-Wilhelm-Gesellschaft und der Freien Universität Berlin Baudenkmale siehe: Boltzmannstraße 3, 14, 18–20 Brümmerstraße 74 Faradayweg 8, 10, 16 Garystraße 1/3, 18, 21, 35/37 Ihnestraße 16/20, 22 Thielallee 63, 69, 73 Van’t-Hoff-Straße 6, 15, 17 Gartendenkmal siehe: Im Schwarzen Grund, Thielpark | 09031012 – Hittorfstraße 29, Assistentenwohnhaus, 1912–1913 von Max Guth |                                     |
| 09030373 | Ihnestraße 16/26 Boltzmannstraße 1/3, 4, 12/20 Brümmerstraße 74 Faradayweg 4/16 Garystraße 1/7, 18, 21, 35/39 Harnackstraße 3/5 Hittorfstraße 18, 29/31 Thielallee 57, 63, 67/73 Van’t-Hoff-Straße 1, 2, 6/8, 9, 15/19 (Lage) | Campus der Kaiser-Wilhelm-Gesellschaft und der Freien Universität Berlin Baudenkmale siehe: Boltzmannstraße 3, 14, 18–20 Brümmerstraße 74 Faradayweg 8, 10, 16 Garystraße 1/3, 18, 21, 35/37 Ihnestraße 16/20, 22 Thielallee 63, 69, 73 Van’t-Hoff-Straße 6, 15, 17 Gartendenkmal siehe: Im Schwarzen Grund, Thielpark | 09040050 – Ihnestraße 22/24, Kaiser-Wilhelm-Institut für Anthropologie, Direktorenwohnhaus und Tierlaboratorium, 1926–1927 von Carl Sattler                                                                                     |                                     |
| 09030373 | Ihnestraße 16/26 Boltzmannstraße 1/3, 4, 12/20 Brümmerstraße 74 Faradayweg 4/16 Garystraße 1/7, 18, 21, 35/39 Harnackstraße 3/5 Hittorfstraße 18, 29/31 Thielallee 57, 63, 67/73 Van’t-Hoff-Straße 1, 2, 6/8, 9, 15/19 (Lage) | Campus der Kaiser-Wilhelm-Gesellschaft und der Freien Universität Berlin Baudenkmale siehe: Boltzmannstraße 3, 14, 18–20 Brümmerstraße 74 Faradayweg 8, 10, 16 Garystraße 1/3, 18, 21, 35/37 Ihnestraße 16/20, 22 Thielallee 63, 69, 73 Van’t-Hoff-Straße 6, 15, 17 Gartendenkmal siehe: Im Schwarzen Grund, Thielpark | 09040277 – Thielallee 67, Kaiser-Wilhelm-Institut für Experimentelle Therapie, Hörsaalanbau, 1959 |                                     |
| 09030373 | Ihnestraße 16/26 Boltzmannstraße 1/3, 4, 12/20 Brümmerstraße 74 Faradayweg 4/16 Garystraße 1/7, 18, 21, 35/39 Harnackstraße 3/5 Hittorfstraße 18, 29/31 Thielallee 57, 63, 67/73 Van’t-Hoff-Straße 1, 2, 6/8, 9, 15/19 (Lage) | Campus der Kaiser-Wilhelm-Gesellschaft und der Freien Universität Berlin Baudenkmale siehe: Boltzmannstraße 3, 14, 18–20 Brümmerstraße 74 Faradayweg 8, 10, 16 Garystraße 1/3, 18, 21, 35/37 Ihnestraße 16/20, 22 Thielallee 63, 69, 73 Van’t-Hoff-Straße 6, 15, 17 Gartendenkmal siehe: Im Schwarzen Grund, Thielpark | 09097766 – Van’t-Hoff-Straße 8, Freie Universität Berlin, Juristische Fakultät, 1958–1959 von Geber & Risse |                                     |
| 09030373 | Ihnestraße 16/26 Boltzmannstraße 1/3, 4, 12/20 Brümmerstraße 74 Faradayweg 4/16 Garystraße 1/7, 18, 21, 35/39 Harnackstraße 3/5 Hittorfstraße 18, 29/31 Thielallee 57, 63, 67/73 Van’t-Hoff-Straße 1, 2, 6/8, 9, 15/19 (Lage) | Campus der Kaiser-Wilhelm-Gesellschaft und der Freien Universität Berlin Baudenkmale siehe: Boltzmannstraße 3, 14, 18–20 Brümmerstraße 74 Faradayweg 8, 10, 16 Garystraße 1/3, 18, 21, 35/37 Ihnestraße 16/20, 22 Thielallee 63, 69, 73 Van’t-Hoff-Straße 6, 15, 17 Gartendenkmal siehe: Im Schwarzen Grund, Thielpark | 09030401 – Van’t-Hoff-Straße 9, Fritz-Haber-Institut für Anorganische Chemie, Institutsbau für Elektronenmikroskopie, Verwaltungsgebäude, 1959 von Geber & Risse                                                                |                                     |
| 09030373 | Ihnestraße 16/26 Boltzmannstraße 1/3, 4, 12/20 Brümmerstraße 74 Faradayweg 4/16 Garystraße 1/7, 18, 21, 35/39 Harnackstraße 3/5 Hittorfstraße 18, 29/31 Thielallee 57, 63, 67/73 Van’t-Hoff-Straße 1, 2, 6/8, 9, 15/19 (Lage) | Campus der Kaiser-Wilhelm-Gesellschaft und der Freien Universität Berlin Baudenkmale siehe: Boltzmannstraße 3, 14, 18–20 Brümmerstraße 74 Faradayweg 8, 10, 16 Garystraße 1/3, 18, 21, 35/37 Ihnestraße 16/20, 22 Thielallee 63, 69, 73 Van’t-Hoff-Straße 6, 15, 17 Gartendenkmal siehe: Im Schwarzen Grund, Thielpark | Teilverlust: Bibliotheksgebäude und Hörsaaltrakt, Abriss 201? |                                     |
| 09030373 | Ihnestraße 16/26 Boltzmannstraße 1/3, 4, 12/20 Brümmerstraße 74 Faradayweg 4/16 Garystraße 1/7, 18, 21, 35/39 Harnackstraße 3/5 Hittorfstraße 18, 29/31 Thielallee 57, 63, 67/73 Van’t-Hoff-Straße 1, 2, 6/8, 9, 15/19 (Lage) | Campus der Kaiser-Wilhelm-Gesellschaft und der Freien Universität Berlin Baudenkmale siehe: Boltzmannstraße 3, 14, 18–20 Brümmerstraße 74 Faradayweg 8, 10, 16 Garystraße 1/3, 18, 21, 35/37 Ihnestraße 16/20, 22 Thielallee 63, 69, 73 Van’t-Hoff-Straße 6, 15, 17 Gartendenkmal siehe: Im Schwarzen Grund, Thielpark | 09097767 – Van’t-Hoff-Straße 19, Fritz-Haber-Institut, Rechenzentrum, 1987 von Klaus Günther |                                     |
| 09085037 | Königin-Luise-Straße 46–58 Fabeckstraße Franz-Grothe-Weg Pacelliallee 61 Thielallee 1–4 (Lage) | Dorf Dahlem, ursprünglicher Dorfkernbereich Gesamtanlagen siehe: Königin-Luise-Straße 47/51 Thielallee 2/4 Baudenkmale siehe: Königin-Luise-Straße 46, 48, 52, 55, 57, 58, Eiskeller Pacelliallee 61 Thielallee 1/3 Gartendenkmal siehe: Königin-Luise-Straße 57                                                       | Weitere Bestandteile des Ensembles: | Weitere Bestandteile des Ensembles: |
| 09085037 | Königin-Luise-Straße 46–58 Fabeckstraße Franz-Grothe-Weg Pacelliallee 61 Thielallee 1–4 (Lage) | Dorf Dahlem, ursprünglicher Dorfkernbereich Gesamtanlagen siehe: Königin-Luise-Straße 47/51 Thielallee 2/4 Baudenkmale siehe: Königin-Luise-Straße 46, 48, 52, 55, 57, 58, Eiskeller Pacelliallee 61 Thielallee 1/3 Gartendenkmal siehe: Königin-Luise-Straße 57                                                       | 09085036 – Königin Luise-Straße, Dorfanger |                                     |
| 09085037 | Königin-Luise-Straße 46–58 Fabeckstraße Franz-Grothe-Weg Pacelliallee 61 Thielallee 1–4 (Lage) | Dorf Dahlem, ursprünglicher Dorfkernbereich Gesamtanlagen siehe: Königin-Luise-Straße 47/51 Thielallee 2/4 Baudenkmale siehe: Königin-Luise-Straße 46, 48, 52, 55, 57, 58, Eiskeller Pacelliallee 61 Thielallee 1/3 Gartendenkmal siehe: Königin-Luise-Straße 57                                                       | 09085035 – Königin Luise-Straße, Kriegerdenkmal für die Gefallenen des Ersten Weltkrieges, 1926 von Hermann Hosaeus |                                     |
| 09085037 | Königin-Luise-Straße 46–58 Fabeckstraße Franz-Grothe-Weg Pacelliallee 61 Thielallee 1–4 (Lage) | Dorf Dahlem, ursprünglicher Dorfkernbereich Gesamtanlagen siehe: Königin-Luise-Straße 47/51 Thielallee 2/4 Baudenkmale siehe: Königin-Luise-Straße 46, 48, 52, 55, 57, 58, Eiskeller Pacelliallee 61 Thielallee 1/3 Gartendenkmal siehe: Königin-Luise-Straße 57                                                       | Fünfarmiger Gasleuchtenkandelaber |                                     |
| 09075582 | Pacelliallee 39/51 (Lage) | Wohnhausgruppe Baudenkmale siehe: Pacelliallee 43/45, 47 Gartendenkmal siehe: Pacelliallee 39 | Weitere Bestandteile des Ensembles: | Weitere Bestandteile des Ensembles: |
| 09075582 | Pacelliallee 39/51 (Lage) | Wohnhausgruppe Baudenkmale siehe: Pacelliallee 43/45, 47 Gartendenkmal siehe: Pacelliallee 39 | 09075583 – Pacelliallee 39, Wohnhaus, 1936 von Hans Gerber |                                     |
| 09075582 | Pacelliallee 39/51 (Lage) | Wohnhausgruppe Baudenkmale siehe: Pacelliallee 43/45, 47 Gartendenkmal siehe: Pacelliallee 39 | 09075584 – Pacelliallee 41, Wohnhaus, 1934–1935 von Karl Hoffmann |                                     |
| 09075582 | Pacelliallee 39/51 (Lage) | Wohnhausgruppe Baudenkmale siehe: Pacelliallee 43/45, 47 Gartendenkmal siehe: Pacelliallee 39 | 09075585 – Pacelliallee 49, Wohnhaus, 1922–1923 von Curt Gorgas |                                     |
| 09075582 | Pacelliallee 39/51 (Lage) | Wohnhausgruppe Baudenkmale siehe: Pacelliallee 43/45, 47 Gartendenkmal siehe: Pacelliallee 39 | 09075586 – Pacelliallee 51, Wohnhaus, 1922–1923 von Zeuske (Dahlemer Landhausbau AG) |                                     |
| 09075434 | Thielallee 20/24 (Lage) | Wohnhausgruppe | Bestandteile des Ensembles: | Bestandteile des Ensembles:         |
| 09075434 | Thielallee 20/24 (Lage) | Wohnhausgruppe | 09075435 – Thielallee 20, Wohnhaus, 1929–1930 von Paul Walcker |                                     |
| 09075434 | Thielallee 20/24 (Lage) | Wohnhausgruppe | 09075436 – Thielallee 22, Wohnhaus, 1927–1928 von Erich Rosenwald und Richard Hübner |                                     |
| 09075434 | Thielallee 20/24 (Lage) | Wohnhausgruppe | 09075437 – Thielallee 24, Wohnhaus, 1926–1927 von Max Werner |                                     |
| 09080616 | Vogelsang 2/6, 9/11, 12–16, 18–20 Am Hirschsprung 22, 35 Bitterstraße Königin-Luise-Straße 80/84, 83 Wachtelstraße 13/17 (Lage)                                                                                               | Wohnhausensemble mit Schule und Straßenfläche (Birkenhain) Gesamtanlage siehe: Vogelsang 9/15A Baudenkmale siehe: Am Hirschsprung 22 Königin-Luise-Straße 80/84 Vogelsang 12 | Weitere Bestandteile des Ensembles: | Weitere Bestandteile des Ensembles: |
| 09080616 | Vogelsang 2/6, 9/11, 12–16, 18–20 Am Hirschsprung 22, 35 Bitterstraße Königin-Luise-Straße 80/84, 83 Wachtelstraße 13/17 (Lage)                                                                                               | Wohnhausensemble mit Schule und Straßenfläche (Birkenhain) Gesamtanlage siehe: Vogelsang 9/15A Baudenkmale siehe: Am Hirschsprung 22 Königin-Luise-Straße 80/84 Vogelsang 12 | 09085201 – Am Hirschsprung 35, Wohnhaus, 1936 von Heinrich Wolff |                                     |
| 09080616 | Vogelsang 2/6, 9/11, 12–16, 18–20 Am Hirschsprung 22, 35 Bitterstraße Königin-Luise-Straße 80/84, 83 Wachtelstraße 13/17 (Lage)                                                                                               | Wohnhausensemble mit Schule und Straßenfläche (Birkenhain) Gesamtanlage siehe: Vogelsang 9/15A Baudenkmale siehe: Am Hirschsprung 22 Königin-Luise-Straße 80/84 Vogelsang 12 | 09085200 – Vogelsang, Straßenfläche mit Birkenwäldchen, ab 1925 von Heinrich Schweitzer |                                     |
| 09080616 | Vogelsang 2/6, 9/11, 12–16, 18–20 Am Hirschsprung 22, 35 Bitterstraße Königin-Luise-Straße 80/84, 83 Wachtelstraße 13/17 (Lage)                                                                                               | Wohnhausensemble mit Schule und Straßenfläche (Birkenhain) Gesamtanlage siehe: Vogelsang 9/15A Baudenkmale siehe: Am Hirschsprung 22 Königin-Luise-Straße 80/84 Vogelsang 12 | 09085202 – Vogelsang 2 / Königin-Luise-Straße 83, Doppelwohnhaus, 1927 von Hans Wormann |                                     |
| 09080616 | Vogelsang 2/6, 9/11, 12–16, 18–20 Am Hirschsprung 22, 35 Bitterstraße Königin-Luise-Straße 80/84, 83 Wachtelstraße 13/17 (Lage)                                                                                               | Wohnhausensemble mit Schule und Straßenfläche (Birkenhain) Gesamtanlage siehe: Vogelsang 9/15A Baudenkmale siehe: Am Hirschsprung 22 Königin-Luise-Straße 80/84 Vogelsang 12 | 09085203 – Vogelsang 4/6, Doppelwohnhaus, 1927–1928 von Grisebach & Rehmann |                                     |
| 09080616 | Vogelsang 2/6, 9/11, 12–16, 18–20 Am Hirschsprung 22, 35 Bitterstraße Königin-Luise-Straße 80/84, 83 Wachtelstraße 13/17 (Lage)                                                                                               | Wohnhausensemble mit Schule und Straßenfläche (Birkenhain) Gesamtanlage siehe: Vogelsang 9/15A Baudenkmale siehe: Am Hirschsprung 22 Königin-Luise-Straße 80/84 Vogelsang 12 | 09085204 – Vogelsang 14, Wohnhaus, 1934–1935 von Andreas Doll |                                     |
| 09080616 | Vogelsang 2/6, 9/11, 12–16, 18–20 Am Hirschsprung 22, 35 Bitterstraße Königin-Luise-Straße 80/84, 83 Wachtelstraße 13/17 (Lage)                                                                                               | Wohnhausensemble mit Schule und Straßenfläche (Birkenhain) Gesamtanlage siehe: Vogelsang 9/15A Baudenkmale siehe: Am Hirschsprung 22 Königin-Luise-Straße 80/84 Vogelsang 12 | 09085205 – Vogelsang 16, Wohnhaus, 1934 von Ernst Sagebiel |                                     |
| 09080616 | Vogelsang 2/6, 9/11, 12–16, 18–20 Am Hirschsprung 22, 35 Bitterstraße Königin-Luise-Straße 80/84, 83 Wachtelstraße 13/17 (Lage)                                                                                               | Wohnhausensemble mit Schule und Straßenfläche (Birkenhain) Gesamtanlage siehe: Vogelsang 9/15A Baudenkmale siehe: Am Hirschsprung 22 Königin-Luise-Straße 80/84 Vogelsang 12 | 09085206 – Vogelsang 18, Wohnhaus, 1934–1935 von Renner und Siemers |                                     |
| 09080616 | Vogelsang 2/6, 9/11, 12–16, 18–20 Am Hirschsprung 22, 35 Bitterstraße Königin-Luise-Straße 80/84, 83 Wachtelstraße 13/17 (Lage)                                                                                               | Wohnhausensemble mit Schule und Straßenfläche (Birkenhain) Gesamtanlage siehe: Vogelsang 9/15A Baudenkmale siehe: Am Hirschsprung 22 Königin-Luise-Straße 80/84 Vogelsang 12 | 09085207 – Vogelsang 20, Wohnhaus, 1936 von Renner und Siemers |                                     |

## Denkmalbereiche (Gesamtanlagen)
| Nr.      | Lage | Offizielle Bezeichnung | Beschreibung | Bild                                                                                          |
| -------- | --- | --- | --- | --------------------------------------------------------------------------------------------- |
| 09075292 | Albrecht-Thaer-Weg 1–8 Gregor-Mendel-Straße Hellriegelstraße Lentzeallee 45/75 Schorlemerallee Schweinfurthstraße 26 (Lage) | Landwirtschaftliche Hochschule Für weitere Bestandteile des Gesamtdenkmals siehe: Wilmersdorf | Hauptgebäude, 1921–1929 von Heinrich Straumer |                                                                                               |
| 09075292 | Albrecht-Thaer-Weg 1–8 Gregor-Mendel-Straße Hellriegelstraße Lentzeallee 45/75 Schorlemerallee Schweinfurthstraße 26 (Lage) | Landwirtschaftliche Hochschule Für weitere Bestandteile des Gesamtdenkmals siehe: Wilmersdorf | 2 Nebengebäude |                                                                                               |
| 09075292 | Albrecht-Thaer-Weg 1–8 Gregor-Mendel-Straße Hellriegelstraße Lentzeallee 45/75 Schorlemerallee Schweinfurthstraße 26 (Lage) | Landwirtschaftliche Hochschule Für weitere Bestandteile des Gesamtdenkmals siehe: Wilmersdorf | Östliches Institutsgebäude, 1939–1953 |                                                                                               |
| 09075292 | Albrecht-Thaer-Weg 1–8 Gregor-Mendel-Straße Hellriegelstraße Lentzeallee 45/75 Schorlemerallee Schweinfurthstraße 26 (Lage) | Landwirtschaftliche Hochschule Für weitere Bestandteile des Gesamtdenkmals siehe: Wilmersdorf | Bauernhof |                                                                                               |
| 09075292 | Albrecht-Thaer-Weg 1–8 Gregor-Mendel-Straße Hellriegelstraße Lentzeallee 45/75 Schorlemerallee Schweinfurthstraße 26 (Lage) | Landwirtschaftliche Hochschule Für weitere Bestandteile des Gesamtdenkmals siehe: Wilmersdorf | 4 Direktorenwohnhäuser |                                                                                               |
| 09075292 | Albrecht-Thaer-Weg 1–8 Gregor-Mendel-Straße Hellriegelstraße Lentzeallee 45/75 Schorlemerallee Schweinfurthstraße 26 (Lage) | Landwirtschaftliche Hochschule Für weitere Bestandteile des Gesamtdenkmals siehe: Wilmersdorf | Gärtnerhaus |                                                                                               |
| 09075292 | Albrecht-Thaer-Weg 1–8 Gregor-Mendel-Straße Hellriegelstraße Lentzeallee 45/75 Schorlemerallee Schweinfurthstraße 26 (Lage) | Landwirtschaftliche Hochschule Für weitere Bestandteile des Gesamtdenkmals siehe: Wilmersdorf | westliches Institutsgebäude |                                                                                               |
| 09075292 | Albrecht-Thaer-Weg 1–8 Gregor-Mendel-Straße Hellriegelstraße Lentzeallee 45/75 Schorlemerallee Schweinfurthstraße 26 (Lage) | Landwirtschaftliche Hochschule Für weitere Bestandteile des Gesamtdenkmals siehe: Wilmersdorf | östliches Institutsgebäude |                                                                                               |
| 09075292 | Albrecht-Thaer-Weg 1–8 Gregor-Mendel-Straße Hellriegelstraße Lentzeallee 45/75 Schorlemerallee Schweinfurthstraße 26 (Lage) | Landwirtschaftliche Hochschule Für weitere Bestandteile des Gesamtdenkmals siehe: Wilmersdorf | Südlicher Eingang: Gärtnerhäuser |                                                                                               |
| 09075292 | Albrecht-Thaer-Weg 1–8 Gregor-Mendel-Straße Hellriegelstraße Lentzeallee 45/75 Schorlemerallee Schweinfurthstraße 26 (Lage) | Landwirtschaftliche Hochschule Für weitere Bestandteile des Gesamtdenkmals siehe: Wilmersdorf | Wirtschaftsgebäude |                                                                                               |
| 09075292 | Albrecht-Thaer-Weg 1–8 Gregor-Mendel-Straße Hellriegelstraße Lentzeallee 45/75 Schorlemerallee Schweinfurthstraße 26 (Lage) | Landwirtschaftliche Hochschule Für weitere Bestandteile des Gesamtdenkmals siehe: Wilmersdorf | kleiner Stall |                                                                                               |
| 09075298 | Archivstraße 11–15 Im Winkel Koserstraße (Lage) | Preußisches Geheimes Staatsarchiv | Verwaltungsgebäude, 1915–1923 von Eduard Fürstenau |                                                                                               |
| 09075298 | Archivstraße 11–15 Im Winkel Koserstraße (Lage) | Preußisches Geheimes Staatsarchiv | Beamtenwohnhaus |                                                                                               |
| 09075298 | Archivstraße 11–15 Im Winkel Koserstraße (Lage) | Preußisches Geheimes Staatsarchiv | Direktorenwohnhaus |                                                                                               |
| 09075298 | Archivstraße 11–15 Im Winkel Koserstraße (Lage) | Preußisches Geheimes Staatsarchiv | Übergänge zum Archiv |                                                                                               |
| 09075298 | Archivstraße 11–15 Im Winkel Koserstraße (Lage) | Preußisches Geheimes Staatsarchiv | Erhaltener (nördlicher) Teil des Magazins |                                                                                               |
| 09075300 | Arnimallee 23/27 Fabeckstraße 14/18 Lansstraße 8/12 Takustraße 38, 38A, 40/44 (Lage) | Museum für Völkerkunde | Asiatisches Museum, 1914–1923 von Bruno Paul |                                                                                               |
| 09075300 | Arnimallee 23/27 Fabeckstraße 14/18 Lansstraße 8/12 Takustraße 38, 38A, 40/44 (Lage) | Museum für Völkerkunde | Erweiterungsbauten, 1964–1965 Bruno Grimmek und Wils Ebert |                                                                                               |
| 09075300 | Arnimallee 23/27 Fabeckstraße 14/18 Lansstraße 8/12 Takustraße 38, 38A, 40/44 (Lage) | Museum für Völkerkunde | Museum für Völkerkunde, 1965–1973 von Fritz Bornemann und Wils Ebert |                                                                                               |
| 09075305 | Berliner Straße 77/89, 95/99 Altkircher Straße 1/3 Breisacher Straße 7/19 Buchsweilerstraße 1/5, 4/38, 33/37 Gebweilerstraße 1/15 Hüninger Straße 4/34 Markircher Weg 2–2B Schützallee 116/132, 133–136 Thanner Pfad 1/11 Thielallee 89/113 (Lage) | Thielecksiedlung | Wohnanlage, 1927–1932 von Eugen Bruker und Gustav Kemper für die Landesfinanzdirektion Berlin | Wohnanlage, 1927–1932 von Eugen Bruker und Gustav Kemper für die Landesfinanzdirektion Berlin |
| 09075305 | Berliner Straße 77/89, 95/99 Altkircher Straße 1/3 Breisacher Straße 7/19 Buchsweilerstraße 1/5, 4/38, 33/37 Gebweilerstraße 1/15 Hüninger Straße 4/34 Markircher Weg 2–2B Schützallee 116/132, 133–136 Thanner Pfad 1/11 Thielallee 89/113 (Lage) | Thielecksiedlung | Häuserblock Thielallee und Schützallee |                                                                                               |
| 09075305 | Berliner Straße 77/89, 95/99 Altkircher Straße 1/3 Breisacher Straße 7/19 Buchsweilerstraße 1/5, 4/38, 33/37 Gebweilerstraße 1/15 Hüninger Straße 4/34 Markircher Weg 2–2B Schützallee 116/132, 133–136 Thanner Pfad 1/11 Thielallee 89/113 (Lage) | Thielecksiedlung | Doppelhaus Thielallee 89 & 91 |                                                                                               |
| 09075305 | Berliner Straße 77/89, 95/99 Altkircher Straße 1/3 Breisacher Straße 7/19 Buchsweilerstraße 1/5, 4/38, 33/37 Gebweilerstraße 1/15 Hüninger Straße 4/34 Markircher Weg 2–2B Schützallee 116/132, 133–136 Thanner Pfad 1/11 Thielallee 89/113 (Lage) | Thielecksiedlung | Doppelhaus Thielallee 93 & 95 |                                                                                               |
| 09075305 | Berliner Straße 77/89, 95/99 Altkircher Straße 1/3 Breisacher Straße 7/19 Buchsweilerstraße 1/5, 4/38, 33/37 Gebweilerstraße 1/15 Hüninger Straße 4/34 Markircher Weg 2–2B Schützallee 116/132, 133–136 Thanner Pfad 1/11 Thielallee 89/113 (Lage) | Thielecksiedlung | Doppelhaus Thielallee 97 & 99 |                                                                                               |
| 09075305 | Berliner Straße 77/89, 95/99 Altkircher Straße 1/3 Breisacher Straße 7/19 Buchsweilerstraße 1/5, 4/38, 33/37 Gebweilerstraße 1/15 Hüninger Straße 4/34 Markircher Weg 2–2B Schützallee 116/132, 133–136 Thanner Pfad 1/11 Thielallee 89/113 (Lage) | Thielecksiedlung | Doppelhaus Thielallee 101 & 103 |                                                                                               |
| 09075305 | Berliner Straße 77/89, 95/99 Altkircher Straße 1/3 Breisacher Straße 7/19 Buchsweilerstraße 1/5, 4/38, 33/37 Gebweilerstraße 1/15 Hüninger Straße 4/34 Markircher Weg 2–2B Schützallee 116/132, 133–136 Thanner Pfad 1/11 Thielallee 89/113 (Lage) | Thielecksiedlung | Doppelhaus Thielallee 105 & 107 |                                                                                               |
| 09075305 | Berliner Straße 77/89, 95/99 Altkircher Straße 1/3 Breisacher Straße 7/19 Buchsweilerstraße 1/5, 4/38, 33/37 Gebweilerstraße 1/15 Hüninger Straße 4/34 Markircher Weg 2–2B Schützallee 116/132, 133–136 Thanner Pfad 1/11 Thielallee 89/113 (Lage) | Thielecksiedlung | Doppelhaus Thielallee 109 & 111 |                                                                                               |
| 09075305 | Berliner Straße 77/89, 95/99 Altkircher Straße 1/3 Breisacher Straße 7/19 Buchsweilerstraße 1/5, 4/38, 33/37 Gebweilerstraße 1/15 Hüninger Straße 4/34 Markircher Weg 2–2B Schützallee 116/132, 133–136 Thanner Pfad 1/11 Thielallee 89/113 (Lage) | Thielecksiedlung | Doppelhaus Altkircher Straße 1 & 3 |                                                                                               |
| 09075305 | Berliner Straße 77/89, 95/99 Altkircher Straße 1/3 Breisacher Straße 7/19 Buchsweilerstraße 1/5, 4/38, 33/37 Gebweilerstraße 1/15 Hüninger Straße 4/34 Markircher Weg 2–2B Schützallee 116/132, 133–136 Thanner Pfad 1/11 Thielallee 89/113 (Lage) | Thielecksiedlung | Doppelgaragen |                                                                                               |
| 09075305 | Berliner Straße 77/89, 95/99 Altkircher Straße 1/3 Breisacher Straße 7/19 Buchsweilerstraße 1/5, 4/38, 33/37 Gebweilerstraße 1/15 Hüninger Straße 4/34 Markircher Weg 2–2B Schützallee 116/132, 133–136 Thanner Pfad 1/11 Thielallee 89/113 (Lage) | Thielecksiedlung | Doppelhaus Breisacher Straße 7 & 9 | Doppelhaus Breisacher Str. 7–9                                                                |
| 09075305 | Berliner Straße 77/89, 95/99 Altkircher Straße 1/3 Breisacher Straße 7/19 Buchsweilerstraße 1/5, 4/38, 33/37 Gebweilerstraße 1/15 Hüninger Straße 4/34 Markircher Weg 2–2B Schützallee 116/132, 133–136 Thanner Pfad 1/11 Thielallee 89/113 (Lage) | Thielecksiedlung | Einzelwohnhaus Breisacher Straße 11 | Einzelwohnhaus Breisacher Str. 11                                                             |
| 09075305 | Berliner Straße 77/89, 95/99 Altkircher Straße 1/3 Breisacher Straße 7/19 Buchsweilerstraße 1/5, 4/38, 33/37 Gebweilerstraße 1/15 Hüninger Straße 4/34 Markircher Weg 2–2B Schützallee 116/132, 133–136 Thanner Pfad 1/11 Thielallee 89/113 (Lage) | Thielecksiedlung | Mietshaus Buchsweilerstraße 1 |                                                                                               |
| 09075305 | Berliner Straße 77/89, 95/99 Altkircher Straße 1/3 Breisacher Straße 7/19 Buchsweilerstraße 1/5, 4/38, 33/37 Gebweilerstraße 1/15 Hüninger Straße 4/34 Markircher Weg 2–2B Schützallee 116/132, 133–136 Thanner Pfad 1/11 Thielallee 89/113 (Lage) | Thielecksiedlung | Doppelhaus Buchsweilerstraße 3 & 5 |                                                                                               |
| 09075305 | Berliner Straße 77/89, 95/99 Altkircher Straße 1/3 Breisacher Straße 7/19 Buchsweilerstraße 1/5, 4/38, 33/37 Gebweilerstraße 1/15 Hüninger Straße 4/34 Markircher Weg 2–2B Schützallee 116/132, 133–136 Thanner Pfad 1/11 Thielallee 89/113 (Lage) | Thielecksiedlung | 4 Reihenhauszeilen Buchsweilerstraße 4/38 |                                                                                               |
| 09075305 | Berliner Straße 77/89, 95/99 Altkircher Straße 1/3 Breisacher Straße 7/19 Buchsweilerstraße 1/5, 4/38, 33/37 Gebweilerstraße 1/15 Hüninger Straße 4/34 Markircher Weg 2–2B Schützallee 116/132, 133–136 Thanner Pfad 1/11 Thielallee 89/113 (Lage) | Thielecksiedlung | 3 Reihenhauszeilen entlang Markircher Weg |                                                                                               |
| 09075305 | Berliner Straße 77/89, 95/99 Altkircher Straße 1/3 Breisacher Straße 7/19 Buchsweilerstraße 1/5, 4/38, 33/37 Gebweilerstraße 1/15 Hüninger Straße 4/34 Markircher Weg 2–2B Schützallee 116/132, 133–136 Thanner Pfad 1/11 Thielallee 89/113 (Lage) | Thielecksiedlung | 2 Reihenhauszeilen Gebweilerstraße 1–15 |                                                                                               |
| 09075305 | Berliner Straße 77/89, 95/99 Altkircher Straße 1/3 Breisacher Straße 7/19 Buchsweilerstraße 1/5, 4/38, 33/37 Gebweilerstraße 1/15 Hüninger Straße 4/34 Markircher Weg 2–2B Schützallee 116/132, 133–136 Thanner Pfad 1/11 Thielallee 89/113 (Lage) | Thielecksiedlung | 6 Doppelhäuser entlang Thanner Pfad und Hüninger Straße |                                                                                               |
| 09075305 | Berliner Straße 77/89, 95/99 Altkircher Straße 1/3 Breisacher Straße 7/19 Buchsweilerstraße 1/5, 4/38, 33/37 Gebweilerstraße 1/15 Hüninger Straße 4/34 Markircher Weg 2–2B Schützallee 116/132, 133–136 Thanner Pfad 1/11 Thielallee 89/113 (Lage) | Thielecksiedlung | Einzelwohnhaus Hüninger Straße 4 |                                                                                               |
| 09075305 | Berliner Straße 77/89, 95/99 Altkircher Straße 1/3 Breisacher Straße 7/19 Buchsweilerstraße 1/5, 4/38, 33/37 Gebweilerstraße 1/15 Hüninger Straße 4/34 Markircher Weg 2–2B Schützallee 116/132, 133–136 Thanner Pfad 1/11 Thielallee 89/113 (Lage) | Thielecksiedlung | Reihenhauszeile Hüninger Straße 6–16 |                                                                                               |
| 09075305 | Berliner Straße 77/89, 95/99 Altkircher Straße 1/3 Breisacher Straße 7/19 Buchsweilerstraße 1/5, 4/38, 33/37 Gebweilerstraße 1/15 Hüninger Straße 4/34 Markircher Weg 2–2B Schützallee 116/132, 133–136 Thanner Pfad 1/11 Thielallee 89/113 (Lage) | Thielecksiedlung | Doppelhaus Schützallee 116 & 118 |                                                                                               |
| 09075305 | Berliner Straße 77/89, 95/99 Altkircher Straße 1/3 Breisacher Straße 7/19 Buchsweilerstraße 1/5, 4/38, 33/37 Gebweilerstraße 1/15 Hüninger Straße 4/34 Markircher Weg 2–2B Schützallee 116/132, 133–136 Thanner Pfad 1/11 Thielallee 89/113 (Lage) | Thielecksiedlung | Reihenhauszeile Schützallee 120–130 |                                                                                               |
| 09075305 | Berliner Straße 77/89, 95/99 Altkircher Straße 1/3 Breisacher Straße 7/19 Buchsweilerstraße 1/5, 4/38, 33/37 Gebweilerstraße 1/15 Hüninger Straße 4/34 Markircher Weg 2–2B Schützallee 116/132, 133–136 Thanner Pfad 1/11 Thielallee 89/113 (Lage) | Thielecksiedlung | Doppelhaus Schützallee 132 & 134 |                                                                                               |
| 09075385 | Clayallee 170/172 Bitscher Straße Hüttenweg Saargemünder Straße 25 (Lage) | ehem. Luftgaukommando III, später US Headquarters Command | zentrales Kommandogebäude, 1935–1938 von Fritz Fuß |                                                                                               |
| 09075385 | Clayallee 170/172 Bitscher Straße Hüttenweg Saargemünder Straße 25 (Lage) | ehem. Luftgaukommando III, später US Headquarters Command | Luftkriegsgericht (heute US-Konsulat) |                                                                                               |
| 09075385 | Clayallee 170/172 Bitscher Straße Hüttenweg Saargemünder Straße 25 (Lage) | ehem. Luftgaukommando III, später US Headquarters Command | 2 Stabsgebäude |                                                                                               |
| 09075385 | Clayallee 170/172 Bitscher Straße Hüttenweg Saargemünder Straße 25 (Lage) | ehem. Luftgaukommando III, später US Headquarters Command | 2 Torbauten |                                                                                               |
| 09075385 | Clayallee 170/172 Bitscher Straße Hüttenweg Saargemünder Straße 25 (Lage) | ehem. Luftgaukommando III, später US Headquarters Command | 3 ehemaligen Gruppengebäude |                                                                                               |
| 09075385 | Clayallee 170/172 Bitscher Straße Hüttenweg Saargemünder Straße 25 (Lage) | ehem. Luftgaukommando III, später US Headquarters Command | Speiseanstalt |                                                                                               |
| 09075385 | Clayallee 170/172 Bitscher Straße Hüttenweg Saargemünder Straße 25 (Lage) | ehem. Luftgaukommando III, später US Headquarters Command | Funkgebäude |                                                                                               |
| 09075385 | Clayallee 170/172 Bitscher Straße Hüttenweg Saargemünder Straße 25 (Lage) | ehem. Luftgaukommando III, später US Headquarters Command | Baracke |                                                                                               |
| 09075319 | Clayallee 222/226 (Lage) | Oberförsterei Grunewald bestehend aus: Forsthaus, Scheune, Stall und Amtshaus | Forsthaus: Es bildet den Mittelpunkt des ehemaligen Wirtschaftshofes, der als Dreiseithof angelegt ist (erbaut um 1890). Er liegt stark zurückversetzt von der Clayalle auf einer kleinen Anhöhe und verfügt über einen gesonderten Zufahrtsweg, gepflastert mit Feldsteinen. |                                                                                               |
| 09075319 | Clayallee 222/226 (Lage) | Oberförsterei Grunewald bestehend aus: Forsthaus, Scheune, Stall und Amtshaus | Scheune |                                                                                               |
| 09075319 | Clayallee 222/226 (Lage) | Oberförsterei Grunewald bestehend aus: Forsthaus, Scheune, Stall und Amtshaus | Stall |                                                                                               |
| 09075319 | Clayallee 222/226 (Lage) | Oberförsterei Grunewald bestehend aus: Forsthaus, Scheune, Stall und Amtshaus | Amtshaus: Schlichter zweigeschossiger Zweck-Bau, der auf das Jahr 1903 datiert. |                                                                                               |
| 09085198 | Gelfertstraße 45 Kehler Weg 4 (Lage) | Studentenwohnheim mit Gemeindehaus | 3 Studentenwohnheim-Einzelbauten, 1961–1964 von Hans Christian Müller und Georg Heinrichs |                                                                                               |
| 09085198 | Gelfertstraße 45 Kehler Weg 4 (Lage) | Studentenwohnheim mit Gemeindehaus | Gemeindehaus: Streng geometrisch-kubischer Klinkerflachbau (hellgelbe Ziegel) in unterschiedlicher Bauhöhe mit einem auffällig hervorstehendem Vordach. |                                                                                               |
| 09075339 | Goßlerstraße 18 Ehrenbergstraße 26/28 (Lage) | Deutsches Entomologisches Nationalmuseum, Deutsches Entomologisches Institut der Kaiser-Wilhelm-Gesellschaft, Institut für Biochemie und Molekularbiologie der FU Berlin                                                                                                 | 1909–1912 von Heinrich Straumer |                                                                                               |
| 09075339 | Goßlerstraße 18 Ehrenbergstraße 26/28 (Lage) | Deutsches Entomologisches Nationalmuseum, Deutsches Entomologisches Institut der Kaiser-Wilhelm-Gesellschaft, Institut für Biochemie und Molekularbiologie der FU Berlin                                                                                                 | Direktorenwohnhaus |                                                                                               |
| 09075384 | Hüttenweg 21, 25 (Lage) | Dienstwohnhäuser für Luftwaffenoffiziere | Hüttenweg 25, 1935–1937 von Ernst Sagebiel |                                                                                               |
| 09075384 | Hüttenweg 21, 25 (Lage) | Dienstwohnhäuser für Luftwaffenoffiziere | Hüttenweg 21 |                                                                                               |
| 09075384 | Hüttenweg 21, 25 (Lage) | Dienstwohnhäuser für Luftwaffenoffiziere | Teilverlust: Garage |                                                                                               |
| 09075376 | Im Gehege 2–5 Am Hirschsprung 3/25 Falkenried 2/20 Hohe Ähren 1/9 (Lage) | Reihenhaussiedlung | Im Gehege 2–5, 1912–1933 von Heinrich Schweitzer und Bruno Ahrends |                                                                                               |
| 09075376 | Im Gehege 2–5 Am Hirschsprung 3/25 Falkenried 2/20 Hohe Ähren 1/9 (Lage) | Reihenhaussiedlung | Am Hirschsprung 3/25: Reihenhaus-Siedlung |                                                                                               |
| 09075376 | Im Gehege 2–5 Am Hirschsprung 3/25 Falkenried 2/20 Hohe Ähren 1/9 (Lage) | Reihenhaussiedlung | Falkenried 2/20 |                                                                                               |
| 09075376 | Im Gehege 2–5 Am Hirschsprung 3/25 Falkenried 2/20 Hohe Ähren 1/9 (Lage) | Reihenhaussiedlung | Hohe Ähren 1/9 |                                                                                               |
| 09075448 | Hüttenweg 100 (Lage) | Jagdschloss Grunewald | Schloss, 1542–1543 von Caspar Theiss; 1593 Erkeranbau von Rochus zu Lynar; 1693–1695 Umbauten von Johann Arnold Nering; bis 1707 Umbauten von Grünberg und Behr |                                                                                               |
| 09075448 | Hüttenweg 100 (Lage) | Jagdschloss Grunewald | Schlosshof |                                                                                               |
| 09075448 | Hüttenweg 100 (Lage) | Jagdschloss Grunewald | Nordtor, 16. Jh. |                                                                                               |
| 09075448 | Hüttenweg 100 (Lage) | Jagdschloss Grunewald | Küchengebäude, 16. Jh. |                                                                                               |
| 09075448 | Hüttenweg 100 (Lage) | Jagdschloss Grunewald | Fachwerkbau |                                                                                               |
| 09075448 | Hüttenweg 100 (Lage) | Jagdschloss Grunewald | Jagdzeugschuppen, um 1770 |                                                                                               |
| 09075366 | Königin-Luise-Straße 17/19 (Lage) | Kaiserliche Biologische Anstalt für Land- und Forstwirtschaft | Labor- und Dienstgebäude, 1902–1904 von Johann Hückels |                                                                                               |
| 09075366 | Königin-Luise-Straße 17/19 (Lage) | Kaiserliche Biologische Anstalt für Land- und Forstwirtschaft | Direktorenwohnhaus |                                                                                               |
| 09075367 | Königin-Luise-Straße 22 (Lage) | Königliche Gärtnerlehranstalt | Institutsgebäude, 1902–1903 von Preller (siehe auch Gartendenkmal Außenanlagen) |                                                                                               |
| 09075367 | Königin-Luise-Straße 22 (Lage) | Königliche Gärtnerlehranstalt | Direktorenwohnhaus |                                                                                               |
| 09075367 | Königin-Luise-Straße 22 (Lage) | Königliche Gärtnerlehranstalt | Obstverwertungsgebäude |                                                                                               |
| 09075367 | Königin-Luise-Straße 22 (Lage) | Königliche Gärtnerlehranstalt | Gewächshaus |                                                                                               |
| 09075367 | Königin-Luise-Straße 22 (Lage) | Königliche Gärtnerlehranstalt | Heizhaus |                                                                                               |
| 09075367 | Königin-Luise-Straße 22 (Lage) | Königliche Gärtnerlehranstalt | Stallung |                                                                                               |
| 09075367 | Königin-Luise-Straße 22 (Lage) | Königliche Gärtnerlehranstalt | Wurzelversuchshaus |                                                                                               |
| 09075371 | Königin-Luise-Straße 47/51 Franz-Grothe-Weg Pacelliallee 30 (Lage) | Domäne Dahlem Bestandteil des Ensembles Dorf Dahlem | Gutshaus, um 1560, Umbau vor 1680, Erweiterung, 1913 von Heinrich Schweitzer |                                                                                               |
| 09075371 | Königin-Luise-Straße 47/51 Franz-Grothe-Weg Pacelliallee 30 (Lage) | Domäne Dahlem Bestandteil des Ensembles Dorf Dahlem | Gutsverwalter-Villa, 1901–1902 von Reimarus & Hetzel |                                                                                               |
| 09075371 | Königin-Luise-Straße 47/51 Franz-Grothe-Weg Pacelliallee 30 (Lage) | Domäne Dahlem Bestandteil des Ensembles Dorf Dahlem | Einfriedung |                                                                                               |
| 09075371 | Königin-Luise-Straße 47/51 Franz-Grothe-Weg Pacelliallee 30 (Lage) | Domäne Dahlem Bestandteil des Ensembles Dorf Dahlem | Pferdestall, 1830 |                                                                                               |
| 09075371 | Königin-Luise-Straße 47/51 Franz-Grothe-Weg Pacelliallee 30 (Lage) | Domäne Dahlem Bestandteil des Ensembles Dorf Dahlem | Stellmacherei, vermutlich 1. Viertel 19. Jh. | Stellmacherei Domäne Dahlem                                                                   |
| 09075371 | Königin-Luise-Straße 47/51 Franz-Grothe-Weg Pacelliallee 30 (Lage) | Domäne Dahlem Bestandteil des Ensembles Dorf Dahlem | Hofbrunnen | Hofbrunnen Domäne Dahlem                                                                      |
| 09075371 | Königin-Luise-Straße 47/51 Franz-Grothe-Weg Pacelliallee 30 (Lage) | Domäne Dahlem Bestandteil des Ensembles Dorf Dahlem | ehem. Feldflur („Dahlemer Felder“) |                                                                                               |
| 09075379 | Königin-Luise-Straße 88/98 (Lage) | Schüler-Kolonie-Dahlem | Internatsgebäude, Häuser Nr. 92 und 96, 1906–1911 von Heinrich Schweitzer |                                                                                               |
| 09075379 | Königin-Luise-Straße 88/98 (Lage) | Schüler-Kolonie-Dahlem | Häuser Nr. 88 und 90, von Reimarus & Hetzel, 1908 fertig gestellt |                                                                                               |
| 09075379 | Königin-Luise-Straße 88/98 (Lage) | Schüler-Kolonie-Dahlem | Haus Nr. 94, 1909 von Friedrich und Wilhelm Hennings |                                                                                               |
| 09075379 | Königin-Luise-Straße 88/98 (Lage) | Schüler-Kolonie-Dahlem | Haus Nr. 98, 1910 von Reimarus & Hetzel. Das kriegsbedingt beschädigte Haus hat nach dem Wiederaufbau (1953–1954) seinen Ursprungszustand teilweise verloren. |                                                                                               |
| 09075386 | Ladenbergstraße 22/24 Rudeloffweg 4/12, 16 Von-Laue-Straße 3, 7/11, 15/17 (Lage) | Mietwohnanlage Dahlem II | Ladenbergstraße 22/24, 1904–1906 von Erich Köhn (siehe auch Gartendenkmal Freiflächen) |                                                                                               |
| 09075386 | Ladenbergstraße 22/24 Rudeloffweg 4/12, 16 Von-Laue-Straße 3, 7/11, 15/17 (Lage) | Mietwohnanlage Dahlem II | Von-Laue-Straße 15 |                                                                                               |
| 09075386 | Ladenbergstraße 22/24 Rudeloffweg 4/12, 16 Von-Laue-Straße 3, 7/11, 15/17 (Lage) | Mietwohnanlage Dahlem II | Von-Laue-Straße 17 | Mietwohnanlage Dahlem II, Von-Laue-Str.17                                                     |
| 09075386 | Ladenbergstraße 22/24 Rudeloffweg 4/12, 16 Von-Laue-Straße 3, 7/11, 15/17 (Lage) | Mietwohnanlage Dahlem II | Rudeloffweg 16 |                                                                                               |
| 09075386 | Ladenbergstraße 22/24 Rudeloffweg 4/12, 16 Von-Laue-Straße 3, 7/11, 15/17 (Lage) | Mietwohnanlage Dahlem II | 4 Eckhäuser |                                                                                               |
| 09075386 | Ladenbergstraße 22/24 Rudeloffweg 4/12, 16 Von-Laue-Straße 3, 7/11, 15/17 (Lage) | Mietwohnanlage Dahlem II | 2 mittlere Wohnhäuser |                                                                                               |
| 09075386 | Ladenbergstraße 22/24 Rudeloffweg 4/12, 16 Von-Laue-Straße 3, 7/11, 15/17 (Lage) | Mietwohnanlage Dahlem II | 2 südliche Wohnhäuser |                                                                                               |
| 09075387 | Lentzeallee 93/103 Gregor-Mendel-Straße 2/8 Milowstraße 2/12 Spilstraße 1/3 (Lage) | Wohnanlage | 4 Bauteile, 1922–1923 von der Hochbauabteilung des Preußischen Finanzministeriums |                                                                                               |
| 09075391 | Lützelsteiner Weg 3/5, 6, 8–17 Reichshofer Straße 7/9, 10–24 Ripleystraße 1–12 (Lage) | Wohnsiedlung für US-Offiziere | 30 Bungalows, 1956–1957 von der Engineer Division und der Senatsverwaltung für Bau- und Wohnungswesen (siehe auch Gartendenkmal Dreipfuhlpark) |                                                                                               |
| 09075391 | Lützelsteiner Weg 3/5, 6, 8–17 Reichshofer Straße 7/9, 10–24 Ripleystraße 1–12 (Lage) | Wohnsiedlung für US-Offiziere | Ripleystraße 1–12: Zwölf zweigeschossige Duplex-Häuser Vgl. dazu auch Duplexhaus |                                                                                               |
| 09075411 | Podbielskiallee 28 Hellriegelstraße (Lage) | Haus Penzlin | Wohnhaus, 1928–1930 von Otto Rudolf Salvisberg |                                                                                               |
| 09075411 | Podbielskiallee 28 Hellriegelstraße (Lage) | Haus Penzlin | Garten |                                                                                               |
| 09075421 | Saargemünder Straße 14/22 (Lage) | Dienstwohnhäuser für Luftwaffenangehörige | 5 Wohnhäuser, 1937–1938 von N. von Seela |                                                                                               |
| 09075423 | Schorlemerallee 7/7A, 9, 11, 13–17A, 17B, 19–23A Spilstraße 9 (Lage) | Wohnhausgruppe Schorlemerallee | 2 Reihenhauszeilen, 1924–1925 von Hans und Wassili Luckhardt & Alfons Anker, z. T. veränderte Fertigstellung 1935 |                                                                                               |
| 09075423 | Schorlemerallee 7/7A, 9, 11, 13–17A, 17B, 19–23A Spilstraße 9 (Lage) | Wohnhausgruppe Schorlemerallee | Atelierhaus, Schorlemerallee 17B: 1927, Umbau 1977 von Wolfgang Rasper. Liegt zurückversetzt zw. den beiden Reihenhauszeilen. |                                                                                               |
| 09075423 | Schorlemerallee 7/7A, 9, 11, 13–17A, 17B, 19–23A Spilstraße 9 (Lage) | Wohnhausgruppe Schorlemerallee | Doppelwohnhaus, 1928–1930 |                                                                                               |
| 09075423 | Schorlemerallee 7/7A, 9, 11, 13–17A, 17B, 19–23A Spilstraße 9 (Lage) | Wohnhausgruppe Schorlemerallee | Einzelwohnhaus: Schorlemerallee 9 |                                                                                               |
| 09075423 | Schorlemerallee 7/7A, 9, 11, 13–17A, 17B, 19–23A Spilstraße 9 (Lage) | Wohnhausgruppe Schorlemerallee | Einzelwohnhaus: Schorlemerallee 11 |                                                                                               |
| 09075428 | Schweinfurthstraße 58/72 Am Erlenbusch 2/10 Rohlfstraße 5/7 Schorlemerallee 32/40 (Lage) | Reihenhaussiedlung | Schorlemerallee 32/40, 1912–1916 vom Architekten Paul Imberg | Schorlemerallee 32–40                                                                         |
| 09075428 | Schweinfurthstraße 58/72 Am Erlenbusch 2/10 Rohlfstraße 5/7 Schorlemerallee 32/40 (Lage) | Reihenhaussiedlung | Schweinfurthstraße 58/62 |                                                                                               |
| 09075428 | Schweinfurthstraße 58/72 Am Erlenbusch 2/10 Rohlfstraße 5/7 Schorlemerallee 32/40 (Lage) | Reihenhaussiedlung | Schweinfurthstraße 64/72 |                                                                                               |
| 09075428 | Schweinfurthstraße 58/72 Am Erlenbusch 2/10 Rohlfstraße 5/7 Schorlemerallee 32/40 (Lage) | Reihenhaussiedlung | Am Erlenbusch 2/4 |                                                                                               |
| 09075428 | Schweinfurthstraße 58/72 Am Erlenbusch 2/10 Rohlfstraße 5/7 Schorlemerallee 32/40 (Lage) | Reihenhaussiedlung | Am Erlenbusch 6/10 |                                                                                               |
| 09075428 | Schweinfurthstraße 58/72 Am Erlenbusch 2/10 Rohlfstraße 5/7 Schorlemerallee 32/40 (Lage) | Reihenhaussiedlung | Rohlfstraße 5/7 |                                                                                               |
| 09075431 | Thielallee 2/4 (Lage) | Landarbeiterhäuser mit Ställen Bestandteil des Ensembles: Dorf Dahlem | 2 Familienhäuser (Insthäuser), 1888 von W. Bohne |                                                                                               |
| 09075431 | Thielallee 2/4 (Lage) | Landarbeiterhäuser mit Ställen Bestandteil des Ensembles: Dorf Dahlem | 4 Stallgebäude | vier Ställe von Landarbeiterhäusern (Berlin-Dahlem, Thielallee 2–4)                           |
| 09075622 | U-Bahn-Linie U3 (Lage) | Hoch- und Untergrundbahn, Erweiterung der Wilmersdorf-Dahlemer Bahn, (heute: Teil der U-Bahn-Linie U3) als Einschnittbahn zwischen den U-Bahnhöfen Podbielskiallee und Krumme Lanke in zwei Bauabschnitten Für weitere Bestandteile des Gesamtdenkmals siehe: Zehlendorf | 1911–1913, 1929–1930 von Bandekow/Bousset (techn. Konzept) und Schweitzer/Jansen (städtebaul. Konzept) (siehe auch Baudenkmale U-Bahnhof Podbielskiallee, Dahlem-Dorf, Thielplatz, Oskar-Helene-Heim)                                                                         | Einschnittbahn                                                                                |
| 09075622 | U-Bahn-Linie U3 (Lage) | Hoch- und Untergrundbahn, Erweiterung der Wilmersdorf-Dahlemer Bahn, (heute: Teil der U-Bahn-Linie U3) als Einschnittbahn zwischen den U-Bahnhöfen Podbielskiallee und Krumme Lanke in zwei Bauabschnitten Für weitere Bestandteile des Gesamtdenkmals siehe: Zehlendorf | Fabeckstraße, Straßenbrücke über die U-Bahn-Linie U3 | Einschnittbahn                                                                                |
| 09075622 | U-Bahn-Linie U3 (Lage) | Hoch- und Untergrundbahn, Erweiterung der Wilmersdorf-Dahlemer Bahn, (heute: Teil der U-Bahn-Linie U3) als Einschnittbahn zwischen den U-Bahnhöfen Podbielskiallee und Krumme Lanke in zwei Bauabschnitten Für weitere Bestandteile des Gesamtdenkmals siehe: Zehlendorf | Ihnestraße, Straßenbrücke über die U-Bahn-Linie U3 |                                                                                               |
| 09075622 | U-Bahn-Linie U3 (Lage) | Hoch- und Untergrundbahn, Erweiterung der Wilmersdorf-Dahlemer Bahn, (heute: Teil der U-Bahn-Linie U3) als Einschnittbahn zwischen den U-Bahnhöfen Podbielskiallee und Krumme Lanke in zwei Bauabschnitten Für weitere Bestandteile des Gesamtdenkmals siehe: Zehlendorf | Reichshofer Straße, Fußgängerüberweg über die U-Bahn-Linie U3 |                                                                                               |
| 09075439 | Unter den Eichen 82–84 Boetticherstraße 2/16 Thielallee 74/92 (Lage) | Bakteriologische Abteilung und Veterinär-Abteilung des Kaiserlichen Gesundheitsamtes, Bundesgesundheitsamt, Max-v.-Pettenkofer-Institut (heute: Sitz des Umweltbundesamtes)                                                                                              | Großes Laboratoriumsgebäude, 1903–1908, 1927 (Gebäudenummern 1–3, 5, 6, 12–15, 18, 19, 21, 26, 27) |                                                                                               |
| 09075439 | Unter den Eichen 82–84 Boetticherstraße 2/16 Thielallee 74/92 (Lage) | Bakteriologische Abteilung und Veterinär-Abteilung des Kaiserlichen Gesundheitsamtes, Bundesgesundheitsamt, Max-v.-Pettenkofer-Institut (heute: Sitz des Umweltbundesamtes)                                                                                              | Boetticherstraße 14 – Wohngebäude |                                                                                               |
| 09075439 | Unter den Eichen 82–84 Boetticherstraße 2/16 Thielallee 74/92 (Lage) | Bakteriologische Abteilung und Veterinär-Abteilung des Kaiserlichen Gesundheitsamtes, Bundesgesundheitsamt, Max-v.-Pettenkofer-Institut (heute: Sitz des Umweltbundesamtes)                                                                                              | Boetticherstraße 10 – Wohngebäude |                                                                                               |
| 09075439 | Unter den Eichen 82–84 Boetticherstraße 2/16 Thielallee 74/92 (Lage) | Bakteriologische Abteilung und Veterinär-Abteilung des Kaiserlichen Gesundheitsamtes, Bundesgesundheitsamt, Max-v.-Pettenkofer-Institut (heute: Sitz des Umweltbundesamtes)                                                                                              | Boetticherstraße 8 – Wohngebäude |                                                                                               |
| 09075439 | Unter den Eichen 82–84 Boetticherstraße 2/16 Thielallee 74/92 (Lage) | Bakteriologische Abteilung und Veterinär-Abteilung des Kaiserlichen Gesundheitsamtes, Bundesgesundheitsamt, Max-v.-Pettenkofer-Institut (heute: Sitz des Umweltbundesamtes)                                                                                              | Boetticherstraße 6 – Wohngebäude |                                                                                               |
| 09075439 | Unter den Eichen 82–84 Boetticherstraße 2/16 Thielallee 74/92 (Lage) | Bakteriologische Abteilung und Veterinär-Abteilung des Kaiserlichen Gesundheitsamtes, Bundesgesundheitsamt, Max-v.-Pettenkofer-Institut (heute: Sitz des Umweltbundesamtes)                                                                                              | Boetticherstraße – nördlicher Stall |                                                                                               |
| 09075439 | Unter den Eichen 82–84 Boetticherstraße 2/16 Thielallee 74/92 (Lage) | Bakteriologische Abteilung und Veterinär-Abteilung des Kaiserlichen Gesundheitsamtes, Bundesgesundheitsamt, Max-v.-Pettenkofer-Institut (heute: Sitz des Umweltbundesamtes)                                                                                              | Boetticherstraße – mittlerer Stall |                                                                                               |
| 09075439 | Unter den Eichen 82–84 Boetticherstraße 2/16 Thielallee 74/92 (Lage) | Bakteriologische Abteilung und Veterinär-Abteilung des Kaiserlichen Gesundheitsamtes, Bundesgesundheitsamt, Max-v.-Pettenkofer-Institut (heute: Sitz des Umweltbundesamtes)                                                                                              | Boetticherstraße – südlicher Stall |                                                                                               |
| 09075439 | Unter den Eichen 82–84 Boetticherstraße 2/16 Thielallee 74/92 (Lage) | Bakteriologische Abteilung und Veterinär-Abteilung des Kaiserlichen Gesundheitsamtes, Bundesgesundheitsamt, Max-v.-Pettenkofer-Institut (heute: Sitz des Umweltbundesamtes)                                                                                              | Großes Stallgebäude |                                                                                               |
| 09075439 | Unter den Eichen 82–84 Boetticherstraße 2/16 Thielallee 74/92 (Lage) | Bakteriologische Abteilung und Veterinär-Abteilung des Kaiserlichen Gesundheitsamtes, Bundesgesundheitsamt, Max-v.-Pettenkofer-Institut (heute: Sitz des Umweltbundesamtes)                                                                                              | länglicher Stall nach Westen |                                                                                               |
| 09075439 | Unter den Eichen 82–84 Boetticherstraße 2/16 Thielallee 74/92 (Lage) | Bakteriologische Abteilung und Veterinär-Abteilung des Kaiserlichen Gesundheitsamtes, Bundesgesundheitsamt, Max-v.-Pettenkofer-Institut (heute: Sitz des Umweltbundesamtes)                                                                                              | kleiner Stall nach Westen |                                                                                               |
| 09075439 | Unter den Eichen 82–84 Boetticherstraße 2/16 Thielallee 74/92 (Lage) | Bakteriologische Abteilung und Veterinär-Abteilung des Kaiserlichen Gesundheitsamtes, Bundesgesundheitsamt, Max-v.-Pettenkofer-Institut (heute: Sitz des Umweltbundesamtes)                                                                                              | Unter den Eichen- 2 Ställe mit Verbindungsbau |                                                                                               |
| 09075439 | Unter den Eichen 82–84 Boetticherstraße 2/16 Thielallee 74/92 (Lage) | Bakteriologische Abteilung und Veterinär-Abteilung des Kaiserlichen Gesundheitsamtes, Bundesgesundheitsamt, Max-v.-Pettenkofer-Institut (heute: Sitz des Umweltbundesamtes)                                                                                              | kleiner Stall mit Hundehütte |                                                                                               |
| 09075439 | Unter den Eichen 82–84 Boetticherstraße 2/16 Thielallee 74/92 (Lage) | Bakteriologische Abteilung und Veterinär-Abteilung des Kaiserlichen Gesundheitsamtes, Bundesgesundheitsamt, Max-v.-Pettenkofer-Institut (heute: Sitz des Umweltbundesamtes)                                                                                              | Brunnenhaus |                                                                                               |
| 09075439 | Unter den Eichen 82–84 Boetticherstraße 2/16 Thielallee 74/92 (Lage) | Bakteriologische Abteilung und Veterinär-Abteilung des Kaiserlichen Gesundheitsamtes, Bundesgesundheitsamt, Max-v.-Pettenkofer-Institut (heute: Sitz des Umweltbundesamtes)                                                                                              | Taubenschlag? |                                                                                               |
| 09075442 | Vogelsang 9/15A Wachtelstraße 13/17 (Lage) | Wohnhausgruppe Bestandteil des Ensembles: Vogelsang | Vogelsang 9, 1923–1924 von Baubüro der Reichsbank (Leiter Philipp Nitze) |                                                                                               |
| 09075442 | Vogelsang 9/15A Wachtelstraße 13/17 (Lage) | Wohnhausgruppe Bestandteil des Ensembles: Vogelsang | Vogelsang 11, 1922–1923, Umbau 1927 |                                                                                               |
| 09075442 | Vogelsang 9/15A Wachtelstraße 13/17 (Lage) | Wohnhausgruppe Bestandteil des Ensembles: Vogelsang | Vogelsang 13, 1922–1923 |                                                                                               |
| 09075442 | Vogelsang 9/15A Wachtelstraße 13/17 (Lage) | Wohnhausgruppe Bestandteil des Ensembles: Vogelsang | Vogelsang 15, 1922–1923 |                                                                                               |
| 09075442 | Vogelsang 9/15A Wachtelstraße 13/17 (Lage) | Wohnhausgruppe Bestandteil des Ensembles: Vogelsang | Wachtelstraße 15, 1922–1923 von P. Schneider |                                                                                               |
| 09075442 | Vogelsang 9/15A Wachtelstraße 13/17 (Lage) | Wohnhausgruppe Bestandteil des Ensembles: Vogelsang | Wachtelstraße 17, 1923 von Heinrich Wolff |                                                                                               |

## Baudenkmale
| Nr.      | Lage                                                            | Offizielle Bezeichnung | Beschreibung | Bild                                      |
| -------- | --------------------------------------------------------------- | --- | --- | ----------------------------------------- |
| 09075293 | Am Erlenbusch 14A (Lage)                                        | Haus Maurer | Wohnhaus, 1933 von Walter Gropius |                                           |
| 09075294 | Am Erlenbusch 24 (Lage)                                         | Haus Braasch | Wohnhaus, 1928–1929 von Edmund Schüler (siehe auch Gartendenkmal Hausgarten) |                                           |
| 09075294 | Am Erlenbusch 24 (Lage)                                         | Haus Braasch | Garage |                                           |
| 09040087 | Am Hirschsprung 22 Vogelsang (Lage)                             | Haus Bernhard Bestandteil des Ensembles: Vogelsang | Wohnhaus mit Einfriedung, 1923–1924 vom Baubüro der Reichsbank (Leiter Philipp Nitze) |                                           |
| 09075296 | Am Hirschsprung 50A (Lage)                                      | Haus Weidlich | Wohnhaus, 1931 von Hans Wormann |                                           |
| 09075297 | Amselstraße 22/24 (Lage)                                        | Haus Fieck | Wohnhaus, 1959 von Atelier Breuhaus de Groot |                                           |
| 09075299 | Arnimallee 8 (Lage)                                             | Haus Hecht | Landhaus, 1910 von Paul Mebes |                                           |
| 09075578 | Arnimallee 12 (Lage)                                            | Haus Auhagen | Wohnhaus mit straßenseitiger Einfriedung, 1911–1912 von Heinz Lassen |                                           |
| 09075301 | Auf dem Grat 26 (Lage)                                          | Wohnhaus | 1924–1925 von Otto Rudolf Salvisberg |                                           |
| 09075302 | Auf dem Grat 35 (Lage)                                          | Wohnhaus | 1934 von Otto v. Estorff und Gerhard Winkler |                                           |
| 09075303 | Auf dem Grat 38 (Lage)                                          | Wohnhaus und Atelier | 1922–1923 von Leopold Stelten |                                           |
| 09075303 | Auf dem Grat 38 (Lage)                                          | Wohnhaus und Atelier | Garage |                                           |
| 09075449 | Auf dem Grat 50 (Lage)                                          | Landhaus | 1925–1926 von Heinrich Straumer |                                           |
| 09075304 | Bachstelzenweg 18 Bitterstraße (Lage)                           | Wohnhaus | 1935–1936 von W. M. H. Höhne |                                           |
| 09075306 | Bernadottestraße 56 (Lage)                                      | Haus Neuhaus | Landhaus, 1906–1907 von Hermann Muthesius (siehe auch Gartendenkmal Landhausgarten) |                                           |
| 09020114 | Bernadottestraße 68 (Lage)                                      | Haus Drimborn | Villa, 1906–1907 von Carl Vohl |                                           |
| 09075382 | Bernadottestraße 94 (Lage)                                      | Haus Drimborn Bestandteil des Ensembles: Bernadottestraße | Wohnhaus, 1912–1913 von Heinrich Straumer |                                           |
| 09075383 | Bernadottestraße 96 (Lage)                                      | Wohnhaus Bestandteil des Ensembles: Bernadottestraße | 1912–1913 von Breslauer & Salinger |                                           |
| 09075307 | Bitterstraße 8/12 Im Schwarzen Grund (Lage)                     | Haus Huth | Wohnhaus, 1914–1917 von Heinrich Straumer (siehe auch Gartendenkmal Landhausgarten) |                                           |
| 09075307 | Bitterstraße 8/12 Im Schwarzen Grund (Lage)                     | Haus Huth | Portierhaus |                                           |
| 09075307 | Bitterstraße 8/12 Im Schwarzen Grund (Lage)                     | Haus Huth | Garagen |                                           |
| 09075308 | Bitterstraße 14 (Lage)                                          | Haus Schlick | Wohnhaus, 1921–1922 von Hugo und Otto Schellenberg |                                           |
| 09075309 | Bitterstraße 21 (Lage)                                          | Wohn- und Geschäftshaus | 1926–1927 von Otto Rudolf Salvisberg |                                           |
| 09085048 | Boltzmannstraße 3 (Lage)                                        | Kaiser-Wilhelm-Institut für Biologie Bestandteil des Ensembles: Freie Universität Berlin                                                                          | Institutsgebäude, 1914–1915 von Ernst von Ihne und Max Guth |                                           |
| 09075310 | Boltzmannstraße 14 (Lage)                                       | Kaiser-Wilhelm-Institut für Zellphysiologie (heute Archiv der Max-Planck-Gesellschaft) Bestandteil des Ensembles: Freie Universität Berlin                        | Institutsgebäude, 1930–1931 von Carl Sattler |                                           |
| 09075310 | Boltzmannstraße 14 (Lage)                                       | Kaiser-Wilhelm-Institut für Zellphysiologie (heute Archiv der Max-Planck-Gesellschaft) Bestandteil des Ensembles: Freie Universität Berlin                        | Bronzeplastik des Chemikers Emil Fischer, 1952 von Richard Scheibe |                                           |
| 09085047 | Boltzmannstraße 18–20 (Lage)                                    | Kaiser-Wilhelm-Institut für Physik Bestandteil des Ensembles: Freie Universität Berlin                                                                            | Institutsgebäude mit Versuchsturm, 1935–1937 von Carl Sattler |                                           |
| 09075311 | Breitenbachplatz (Lage)                                         | U-Bahnhof Breitenbachplatz | Bahnsteig, 1911–1913 von Wilhelm Leitgebel |                                           |
| 09075311 | Breitenbachplatz (Lage)                                         | U-Bahnhof Breitenbachplatz | 2 Zugänge |                                           |
| 09075313 | Breitenbachplatz 8 Dillenburger Straße 1 (Lage)                 | Wohn- und Geschäftshaus Bestandteil des Ensembles: Breitenbachplatz                                                                                               | 1927–1931 von Fritz Hermann Moldzio |                                           |
| 09075314 | Breitenbachplatz 10/18 (Lage)                                   | Wohn- und Geschäftshauszeile Bestandteil des Ensembles: Breitenbachplatz                                                                                          | 1929–1932 von Otto Firle und Ferdinand Radzig |                                           |
| 09075315 | Brümmerstraße Löhleinstraße (Lage)                              | U-Bahnhof Thielplatz | Bahnsteig, 1912–1913 von Heinrich Straumer (siehe auch Gesamtanlage U-Bahn-Linie U3) |                                           |
| 09075315 | Brümmerstraße Löhleinstraße (Lage)                              | U-Bahnhof Thielplatz | nördliches Empfangsgebäude und Vorplatz |                                           |
| 09085046 | Brümmerstraße 74 (Lage)                                         | Kaiser-Wilhelm-Gesellschaft Bestandteil des Ensembles: Freie Universität Berlin                                                                                   | Villa des Generaldirektors, 1925–1926 von Carl Sattler |                                           |
| 09085046 | Brümmerstraße 74 (Lage)                                         | Kaiser-Wilhelm-Gesellschaft Bestandteil des Ensembles: Freie Universität Berlin                                                                                   | Remise |                                           |
| 09075316 | Bussardsteig 9 (Lage)                                           | Brücke-Museum | 1966–1967 von Werner Düttmann in Zusammenarbeit mit H.-J. Lorenz, S. Böhmer und D. Berger |                                           |
| 09075317 | Clayallee 34 (Lage)                                             | Haus Auerbach | Landhaus, 1924–1926, 1928 von Bruno Paul |                                           |
| 09075317 | Clayallee 34 (Lage)                                             | Haus Auerbach | Einfriedung |                                           |
| 09075318 | Clayallee 135 (Lage)                                            | Lichtspieltheater Outpost (siehe AlliiertenMuseum) | 1953 von der Engineer Division |                                           |
| 09075320 | Clayallee 223 (Lage)                                            | U-Bahnhof Oskar-Helene-Heim | Bahnsteig, 1929–1930 von Friedrich Hennings (siehe auch Gesamtanlage U-Bahn-Linie U3) |                                           |
| 09075320 | Clayallee 223 (Lage)                                            | U-Bahnhof Oskar-Helene-Heim | Empfangsgebäude |                                           |
| 09075321 | Corrensplatz 1 Boetticherstraße Von-Laue-Straße 20 (Lage)       | Königliche Landesanstalt für Wasserhygiene | 1911–1913 von Alfred Kern; 1935 Erweiterung von Beckmann |                                           |
| 09030330 | Dohnenstieg 10 (Lage)                                           | Haus Köpke | Wohnhaus, 1965–1968 von Hans Scharoun |                                           |
| 09075322 | Dohnenstieg 24A (Lage)                                          | Wohnhaus | 1929–1930 von Alexander Klein |                                           |
| 09075324 | Drygalskistraße 5 Schweinfurthstraße 90 (Lage)                  | Doppelwohnhaus | 1925–1926 von Georg Krahl und Paulus & Paulus |                                           |
| 09075325 | Ehrenbergstraße 29 (Lage)                                       | Mietvilla | 1906–1907 von Otto Stahn |                                           |
| 09075326 | Englerallee 19 (Lage)                                           | Haus Bredow | Wohnhaus, 1923–1924 von Heinz Lassen, Erweiterung 1928 von Heinrich Schweitzer |                                           |
| 09075327 | Englerallee 27 (Lage)                                           | Haus Dassbach | Wohnhaus, 1963–1964 von Heinz G. Lambrecht |                                           |
| 09075327 | Englerallee 27 (Lage)                                           | Haus Dassbach | Garage |                                           |
| 09075327 | Englerallee 27 (Lage)                                           | Haus Dassbach | Einfriedung |                                           |
| 09075328 | Fabeckstraße 48 (Lage)                                          | Haus Luckhardt | Wohnhaus, 1956–1957 von Wassili Luckhardt |                                           |
| 09075328 | Fabeckstraße 48 (Lage)                                          | Haus Luckhardt | Garage |                                           |
| 09085045 | Faradayweg 8 (Lage)                                             | Kaiser-Wilhelm-Institut für Physikalische und Elektro-Chemie, Villa Haber, Direktorenwohnhaus Bestandteil des Ensembles: Freie Universität Berlin                 | 1912 von Ernst von Ihne |                                           |
| 09085044 | Faradayweg 10 (Lage)                                            | Kaiser-Wilhelm-Institut für Chemie, Haus Willstätter, Wohnhaus für den Leiter der Abteilung Organische Chemie Bestandteil des Ensembles: Freie Universität Berlin | 1912 von Breslauer & Salinger |                                           |
| 09075329 | Faradayweg 13 Hittorfstraße 21/23 (Lage)                        | Jesus-Christus-Kirche mit | Kirche, 1930–1931 von Jürgen Bachmann |                                           |
| 09075329 | Faradayweg 13 Hittorfstraße 21/23 (Lage)                        | Jesus-Christus-Kirche mit | Pfarrhaus |                                           |
| 09075329 | Faradayweg 13 Hittorfstraße 21/23 (Lage)                        | Jesus-Christus-Kirche mit | Gemeindehaus, 1936–1937 |                                           |
| 09011956 | Faradayweg 15 (Lage)                                            | Haus Dr. Gesky | Wohnhaus, 1923–1924 von Walter Klingenberg und Werner Issel |                                           |
| 09085043 | Faradayweg 16 (Lage)                                            | Kaiser-Wilhelm-Institut für Faserstoffchemie, Institutsgebäude Bestandteil des Ensembles: Freie Universität Berlin                                                | Rohbau 1914–1916 von Eckehard Meyer, Fertigstellung 1921–1922 von Hermann Muthesius |                                           |
| 09075330 | Finkenstraße 9 (Lage)                                           | Haus Witt | Wohnhaus, 1934–1935 von Fritz August Breuhaus de Groot (siehe auch Gartendenkmal Hausgarten) |                                           |
| 09075295 | Finkenstraße 19 (Lage)                                          | Einfriedung des ehem. Hauses Tang | 1923–1924 von Otto Rudolf Salvisberg |                                           |
| 09075331 | Föhrenweg 12 (Lage)                                             | Wohnhaus | 1934–1935 von Egon Eiermann |                                           |
| 09030372 | Föhrenweg 21 (Lage)                                             | Dienstgebäude des Oberkommandos der Wehrmacht | vermutlich 1936–1938 von der Bauabteilung des OKW |                                           |
| 09075332 | Gadebuscher Weg 5 (Lage)                                        | Wohnhaus | 1932 von Heinrich Schweitzer |                                           |
| 09085042 | Garystraße 1/3 Thielalle 71 (Lage)                              | Freie Universität Berlin, Pharmakologisches Praktikum Bestandteil des Ensembles: Freie Universität Berlin                                                         | 1966–1968 von der Hochbauabteilung des Senators für Bau- und Wohnungswesen |                                           |
| 09085042 | Garystraße 1/3 Thielalle 71 (Lage)                              | Freie Universität Berlin, Pharmakologisches Praktikum Bestandteil des Ensembles: Freie Universität Berlin                                                         | Denkmalverlust: Freiplastik (1969) von Alexander Gonda: abstrakt gestaltete schalen- und pilzförmige Eternit-Elemente. Die Plastik wurde entfernt (Zeitpunkt unbekannt). Unweit davon (auf demselben Platz, fünf Schritte östlich davon) steht eine Delphin-Plastik (Urheber unbekannt). |                                           |
| 09075333 | Garystraße 18 (Lage)                                            | Kaiser-Wilhelm-Institut für Zellphysiologie, Wohnhaus Bestandteil des Ensembles: Freie Universität Berlin                                                         | Direktorenwohnhaus für Otto Warburg, vom Baugeschäft Wilhelm Heising (1929–1930). |                                           |
| 09075333 | Garystraße 18 (Lage)                                            | Kaiser-Wilhelm-Institut für Zellphysiologie, Wohnhaus Bestandteil des Ensembles: Freie Universität Berlin                                                         | Remise |                                           |
| 09085041 | Garystraße 21 Boltzmannstraße 9 (Lage)                          | Freie Universität Berlin, Wirtschafts- und Sozialwissenschaftliche Fakultät, Hochschulgebäude Bestandteil des Ensembles: Freie Universität Berlin                 | 1957–1958 von Geber & Risse |                                           |
| 09011957 | Garystraße 26 (Lage)                                            | Haus Schuldenfrey | Wohnhaus, 1931–1932 von Hans Scharoun |                                           |
| 09075334 | Garystraße 35/37 Boltzmannstraße Harnackstraße (Lage)           | Freie Universität Berlin Bestandteil des Ensembles: Freie Universität Berlin                                                                                      | Henry-Ford-Bau, 1952–1954 von Sobotka & Müller |                                           |
| 09075335 | Gelfertstraße 15 (Lage)                                         | Wohnhaus | 1929 von Carl Wenzke |                                           |
| 09030064 | Gelfertstraße 19/21 (Lage)                                      | Haus Schwebes, Wohnhaus | 1923 von Otto Rudolf Salvisberg (als Haus Bönninghofen), Umbau 1955–1957 von Paul Schwebes (siehe auch Gartendenkmal Hausgarten) |                                           |
| 09020116 | Gelfertstraße 32/34 (Lage)                                      | Haus Jandorf | Villa mit straßenseitiger Einfriedung, 1923–1924 von Friedrich Blau |                                           |
| 09020116 | Gelfertstraße 32/34 (Lage)                                      | Haus Jandorf | Garage |                                           |
| 09075336 | Gelfertstraße 37 Hüttenweg (Lage)                               | Villa Conitzer | 1927–1928 von Breslauer & Salinger |                                           |
| 09075337 | Gelfertstraße 43 Bitscher Straße (Lage)                         | Haus Diercks | Wohnhaus, 1922–1923 von Mebes & Emmerich (siehe auch Gartendenkmal Landhausgarten) |                                           |
| 09075338 | Gelfertstraße 47–47A Kehler Weg (Lage)                          | Mehrfamilienwohnhaus | 1927–1928 von Hirschfeld |                                           |
| 09075340 | Gustav-Meyer-Straße 1/3 (Lage)                                  | Villa | 1910 von Fritz Schirmer |                                           |
| 09075579 | Habelschwerdter Allee 12 (Lage)                                 | Haus Kahle | Mietvilla, 1905–1906 von Robert Kleinau |                                           |
| 09075341 | Habelschwerdter Allee 17 (Lage)                                 | Haus Borchert | Wohnhaus, 1911 von Heinrich Straumer und Hans Hermann |                                           |
| 09075342 | Hittorfstraße 12 (Lage)                                         | Wohnhaus | 1913–1914 von Hans Jessen |                                           |
| 09075343 | Hittorfstraße 14 (Lage)                                         | Wohnhaus | 1913–1914 von Hans Jessen |                                           |
| 09075344 | Hüninger Straße 39 (Lage)                                       | Wohnhaus | 1936–1937 von Hans Scharoun |                                           |
| 09020115 | Hüttenweg 7 (Lage)                                              | Haus Landefeld | Wohnhaus, 1922–1923 von Edmund Meurin |                                           |
| 09020115 | Hüttenweg 7 (Lage)                                              | Haus Landefeld | Chauffeurhaus | Chauffeurhaus (Haus Landefeld)            |
| 09075345 | Hüttenweg 9 (Lage)                                              | Haus Isay | Wohnhaus, 1930–1931 von Fritz August Breuhaus de Groot |                                           |
| 09075346 | Hüttenweg 15 (Lage)                                             | Haus Scheuermann | Wohnhaus, 1930 von Otto v. Estorff und Gerhard Winkler |                                           |
| 09075347 | Hüttenweg 46 Taylorstraße (Lage)                                | United States Army Chapel (Simultankirche für christliche Konfessionen und Amerikaner mosaischen Glaubens)                                                        | Kirche mit Glockenturm, 1957 von Carl Mertz | US-Army Chapel                            |
| 09075347 | Hüttenweg 46 Taylorstraße (Lage)                                | United States Army Chapel (Simultankirche für christliche Konfessionen und Amerikaner mosaischen Glaubens)                                                        | Gemeindehaus | Gemeindehaus US-Army Chapel Berlin-Dahlem |
| 09075348 | Hüttenweg 47 (Lage)                                             | Feierhalle des Waldfriedhofes Dahlem | 1931–1932 von Heinrich Schweitzer (siehe auch Gartendenkmal Waldfriedhof Dahlem) |                                           |
| 09075450 | Hüttenweg 90 (Lage)                                             | Restaurant Forsthaus Paulsborn | 1905–1906 von Friedrich Wilhelm Göhre |                                           |
| 09075349 | Ihnestraße 16/20 Van’t-Hoff-Straße (Lage)                       | Kaiser-Wilhelm-Gesellschaft, Harnack-Haus Bestandteil des Ensembles: Freie Universität Berlin                                                                     | 1928–1929 von Carl Sattler |                                           |
| 09075350 | Ihnestraße 22 Harnackstraße (Lage)                              | Kaiser-Wilhelm-Institut für Anthropologie, menschliche Erblehre und Eugenik Bestandteil des Ensembles: Freie Universität Berlin                                   | 1926–1927 von Carl Sattler; 1935–1936 Erweiterung von Otto Laternser |                                           |
| 09075351 | Im Dol 27/29 Pacelliallee (Lage)                                | Wohnhaus | 1913 von Wilhelm Büning |                                           |
| 09075352 | Im Dol 39 Gadebuscher Weg 1/3 (Lage)                            | Wohnhaus | 1911–1912 und Erweiterungen 1920–1921, 1923 von Heinrich Schweitzer (siehe auch Gartendenkmal Hausgarten) |                                           |
| 09075353 | Im Dol 48 (Lage)                                                | Wohnhaus | 1914–1915 von Otto Bartning; Anbau 1926 von Heinrich Schweitzer (siehe auch Gartendenkmal Landhausgarten) |                                           |
| 09075354 | Im Dol 50 (Lage)                                                | Wohnhaus | 1922–1923 von Otto Rudolf Salvisberg |                                           |
| 09075355 | Im Dol 51 (Lage)                                                | Wohnhaus | 1929 von Georg Thoféhrn |                                           |
| 09030063 | Im Dol 71 (Lage)                                                | Wohnhaus | 1955–1956 von Kurt Kurfiss |                                           |
| 09075356 | Im Gehege 6/8 (Lage)                                            | Lyzeum der Gemeinde Dahlem | 1910–1911 und 1916–1920 von Heinrich Schweitzer |                                           |
| 09075357 | Im Gehege 9 (Lage)                                              | Wohnhaus | 1927 von Hermann Muthesius |                                           |
| 09065381 | Im Schwarzen Grund 4 (Lage)                                     | Haus Nitze | Wohnhaus, 1914 von Philipp Nitze |                                           |
| 09030366 | Im Schwarzen Grund 18 (Lage)                                    | Haus Lützkendorf | Wohnhaus, 1967–1968 von Erwin Eickhoff und Siegfried Hoffie |                                           |
| 09075580 | Im Schwarzen Grund 27 (Lage)                                    | Haus Petersen | Wohnhaus, 1936–1937 von Ernst Petersen (siehe auch Gartendenkmal Garten) |                                           |
| 09075580 | Im Schwarzen Grund 27 (Lage)                                    | Haus Petersen | Bildhaueratelier, unmittelbar an das Wohnhaus anschließend |                                           |
| 09075580 | Im Schwarzen Grund 27 (Lage)                                    | Haus Petersen | Architekturbüro mit Gartenhof: freistehend, hinter dem Wohnhaus liegend |                                           |
| 09075580 | Im Schwarzen Grund 27 (Lage)                                    | Haus Petersen | Garage: in die hohe Böschungsmauer hineingebaut |                                           |
| 09075358 | Im Winkel 37 (Lage)                                             | Wohnhaus | 1927–1928 von Wilhelm Fahlbusch |                                           |
| 09075359 | In der Halde 6/8 (Lage)                                         | Villa | 1923–1924 von Heinrich Schweitzer |                                           |
| 09075360 | In der Halde 18/20 (Lage)                                       | Wohnhaus | 1927–1928 von Heinrich Möller |                                           |
| 09075362 | Kaiserswerther Straße 16/18 Rudeloffweg 30 Thielallee 64 (Lage) | Verbandshaus der öffentlichen Feuerversicherungsanstalten (1945–1991 Alliierte Kommandantur)                                                                      | 1926–1927 von Heinrich Straumer |                                           |
| 09020185 | Kaiserswerther Straße 17 (Lage)                                 | Wohnhaus | 1955–1956 von Fehling & Gogel und Peter Pfankuch |                                           |
| 09075361 | Käuzchensteig 8/12 (Lage)                                       | Ateliergebäude | 1939–1942 von Hans Freese |                                           |
| 09075364 | Königin-Luise-Straße (Lage)                                     | Eiskeller Bestandteil des Ensembles: Dorf Dahlem | 1709 | Eiskeller                                 |
| 09075365 | Königin-Luise-Straße 12/16 (Lage)                               | Institut für Pflanzenphysiologie und Zellbiologie der Freien Universität Berlin                                                                                   | 1966–1970 von Wassili Luckhardt |                                           |
| 09075368 | Königin-Luise-Straße 33 (Lage)                                  | Kath. St. Bernhard-Kirche | 1932–1934 von Wilhelm Fahlbusch |                                           |
| 09075369 | Königin-Luise-Straße 38 Takustraße 47 (Lage)                    | Wohnhaus mit Ladenzone | 1929–1930 von Hans Altmann |                                           |
| 09075363 | Königin-Luise-Straße 46 (Lage)                                  | U-Bahnhof Dahlem-Dorf Bestandteil des Ensembles: Dorf Dahlem | Empfangsgebäude, 1912–1913 von Friedrich und Wilhelm Hennings (siehe auch Gesamtanlage U-Bahn-Linie U3) |                                           |
| 09075363 | Königin-Luise-Straße 46 (Lage)                                  | U-Bahnhof Dahlem-Dorf Bestandteil des Ensembles: Dorf Dahlem | Wartehäuschen |                                           |
| 09075363 | Königin-Luise-Straße 46 (Lage)                                  | U-Bahnhof Dahlem-Dorf Bestandteil des Ensembles: Dorf Dahlem | Bahnsteig |                                           |
| 09075363 | Königin-Luise-Straße 46 (Lage)                                  | U-Bahnhof Dahlem-Dorf Bestandteil des Ensembles: Dorf Dahlem | Aufgang zur Schalterhalle |                                           |
| 09075363 | Königin-Luise-Straße 46 (Lage)                                  | U-Bahnhof Dahlem-Dorf Bestandteil des Ensembles: Dorf Dahlem | Schalterhalle |                                           |
| 09075370 | Königin-Luise-Straße 48 (Lage)                                  | Landarbeiterhaus Bestandteil des Ensembles: Dorf Dahlem | um 1877–1879 | Königin-Luise-Str. 48                     |
| 09075370 | Königin-Luise-Straße 48 (Lage)                                  | Landarbeiterhaus Bestandteil des Ensembles: Dorf Dahlem | Nebengebäude | Königin-Luise-Str. 48                     |
| 09075372 | Königin-Luise-Straße 52 Fabeckstraße (Lage)                     | Milchpächterhaus Bestandteil des Ensembles: Dorf Dahlem | Gaststätte „Alter Krug“, 18./19. Jh. | Alter Krug                                |
| 09075373 | Königin-Luise-Straße 55 Pacelliallee (Lage)                     | St. Annen-Kirche Bestandteil des Ensembles: Dorf Dahlem | Langhaus, um 1300; Chor, 2. Hälfte 15. Jh.; Langhausgewölbe, um 1518; Erneuerung des Dachturmes 1953 |                                           |
| 09075373 | Königin-Luise-Straße 55 Pacelliallee (Lage)                     | St. Annen-Kirche Bestandteil des Ensembles: Dorf Dahlem | Einfriedung |                                           |
| 09075374 | Königin-Luise-Straße 57 (Lage)                                  | Feierhalle des städtischen Friedhofs Dahlem Bestandteil des Ensembles: Dorf Dahlem                                                                                | 1908–1909 von Friedrich und Wilhelm Hennings (siehe auch Gartendenkmal Städtischer Friedhof Dahlem) |                                           |
| 09075375 | Königin-Luise-Straße 58 (Lage)                                  | Landarbeiterhaus Bestandteil des Ensembles: Dorf Dahlem | Zweigeschossiger Rohziegel-Bau unter einem schwach geneigtem Pfettendach. Datiert auf 1898. | Königin-Luise-Str. 58                     |
| 09075375 | Königin-Luise-Straße 58 (Lage)                                  | Landarbeiterhaus Bestandteil des Ensembles: Dorf Dahlem | Stallgebäude: Auf dem Hof liegend, südlich vom Landarbeiterhaus. | Königin-Luise-Str. 58                     |
| 09075377 | Königin-Luise-Straße 80/84 Bitterstraße Gelfertstraße (Lage)    | Arndt-Gymnasium Bestandteil des Ensembles: Vogelsang | 1907–1909 von Friedrich und Wilhelm Hennings |                                           |
| 09075380 | Koserstraße 8/12 Podbielskiallee 51 (Lage)                      | Villa | 1924–1929 von Hildebrandt |                                           |
| 09075388 | Liebensteinstraße 4 (Lage)                                      | Haus Deckert | Villa, 1904 von Ludwig Otte |                                           |
| 09075389 | Löhleinstraße 21 (Lage)                                         | Wohnhaus | 1934–1935 von Fritz Schopohl |                                           |
| 09075390 | Lützelsteiner Weg Reichshofer Straße (Lage)                     | Schutzhütte am Dreipfuhlpark | 1936 von Engel (siehe auch Gartdendenkmal Dreipfuhlpark) |                                           |
| 09075392 | Max-Eyth-Straße 32 (Lage)                                       | Wohnhaus | 1938 von Fritz August Breuhaus de Groot |                                           |
| 09075393 | Messelstraße 1 Dohnenstieg (Lage)                               | Haus Raffloer | Wohnhaus, 1912–1913 von Heinrich Schweitzer |                                           |
| 09075394 | Miquelstraße 58 (Lage)                                          | Haus Hermann | Wohnhaus 1911 von Hans Hermann |                                           |
| 09075395 | Miquelstraße 66/68 (Lage)                                       | Wohnhaus | 1911–1912 von Bruno Ahrends (siehe auch Gartendenkmal Landhausgarten) |                                           |
| 09075396 | Miquelstraße 72 Pechüler Pfad (Lage)                            | Garagengebäude mit Chauffeurswohnung | 1921–1922, von Bruno Ahrends (siehe auch Gartendenkmal Landhausgarten) |                                           |
| 09085199 | Miquelstraße 83 (Lage)                                          | Haus Freudenberg Bestandteil des Ensembles: Bernadottestraße | Wohnhaus, 1912–1913 von Hans Hermann |                                           |
| 09075397 | Miquelstraße 90 (Lage)                                          | Landhaus | 1912–1913 von Otto Bartning |                                           |
| 09075398 | Molsheimer Straße 5/7 (Lage)                                    | Mühlenau-Grundschule | 1935–1938 von Hennings & Engel |                                           |
| 09075658 | Musäusstraße 2 Bitterstraße (Lage)                              | Haus Supf | Landhaus, 1926–1927 von Philipp Nitze (siehe auch Gartendenkmal Landhausgarten) |                                           |
| 09075399 | Pacelliallee 14 (Lage)                                          | Haus Stauss | Villa, 1913–1914 von Cremer & Wolffenstein (siehe auch Gartendenkmal Landhausgarten) |                                           |
| 09075400 | Pacelliallee 18 Im Dol (Lage)                                   | Haus Cramer | Landhaus, 1912–1913 von Hermann Muthesius (siehe auch Gartendenkmal Landhausgarten) |                                           |
| 09075401 | Pacelliallee 19/21 (Lage)                                       | Haus Semmel | Villa, 1925–1926 von Adolf Wollenberg |                                           |
| 09075401 | Pacelliallee 19/21 (Lage)                                       | Haus Semmel | Gärtnerhaus, 1925–1926 von Adolf Wollenberg |                                           |
| 09075402 | Pacelliallee 27 (Lage)                                          | Landhaus Ramm | 1909 von Heinrich Schweitzer |                                           |
| 09075587 | Pacelliallee 43/45 (Lage)                                       | Haus Stenger Bestandteil des Ensembles: Pacelliallee | Wohnhaus, 1922 von Paul Renner |                                           |
| 09075587 | Pacelliallee 43/45 (Lage)                                       | Denkmalverlust: Garage | Garage wurde ca. 2012 abgerissen. |                                           |
| 09075588 | Pacelliallee 47 (Lage)                                          | Haus Edelstein Bestandteil des Ensembles: Pacelliallee | Wohnhaus, 1922–1923 von Eugen Schmohl |                                           |
| 09075588 | Pacelliallee 47 (Lage)                                          | Haus Edelstein Bestandteil des Ensembles: Pacelliallee | Garage |                                           |
| 09075323 | Pacelliallee 55 Drosselweg (Lage)                               | Haus Neutze | Zweifamilienhaus, 1912 von Otto Rudolf Salvisberg |                                           |
| 09075403 | Pacelliallee 61 (Lage)                                          | Ev. Pfarrhaus Dahlem Bestandteil des Ensembles: Dorf Dahlem | 1909–1910 von Heinrich Straumer |                                           |
| 09075404 | Peter-Lenné-Straße 1 Archivstraße (Lage)                        | Haus Heydenreich | Wohnhaus, 1914–1916 von Paulus & Lilloe |                                           |
| 09075405 | Peter-Lenné-Straße 7 (Lage)                                     | Wohnhaus | 1914–1915 von Heinrich Straumer (siehe auch Gartendenkmal Landhausgarten) |                                           |
| 09075446 | Peter-Lenné-Straße 18 (Lage)                                    | Haus Dr. Jahn | Landhaus, 1937 von Hans Köhler |                                           |
| 09075406 | Peter-Lenné-Straße 28/30 Drygalskistraße (Lage)                 | Haus Wiegand | Wohnhaus, 1911–1912 von Peter Behrens (siehe auch Gartendenkmal Villengarten) |                                           |
| 09075407 | Peter-Lenné-Straße 32/34 (Lage)                                 | Wohnhaus | 1912–1913 von Cremer & Wolffenstein |                                           |
| 09075408 | Podbielskiallee Archivstraße Franz-Grothe-Weg Im Dol (Lage)     | U-Bahnhof Podbielskiallee | Bahnsteig, 1911–1913 von Heinrich Schweitzer (siehe auch Gesamtanlage U-Bahn-Linie U3) |                                           |
| 09075408 | Podbielskiallee Archivstraße Franz-Grothe-Weg Im Dol (Lage)     | U-Bahnhof Podbielskiallee | Empfangsgebäude |                                           |
| 09075409 | Podbielskiallee 5 (Lage)                                        | Haus Brukenhaus | Landhaus, 1911–1912 von Heinrich Straumer |                                           |
| 09075410 | Podbielskiallee 25/27 (Lage)                                    | Wohnhaus | 1926–1927, von Helmut Grisebach & Hans Rehmann |                                           |
| 09075589 | Podbielskiallee 34 (Lage)                                       | Haus Sternberg | Wohnhaus, 1923–1924 von Hermann Karpenstein (siehe auch Gartendenkmal Landhausgarten) |                                           |
| 09075412 | Podbielskiallee 42 (Lage)                                       | Wohnhaus | 1913–1914 von Fritz Redlin |                                           |
| 09075413 | Podbielskiallee 57 (Lage)                                       | Wohnhaus | 1928 von Mebes & Emmerich |                                           |
| 09075414 | Podbielskiallee 61 (Lage)                                       | Haus Gaedicke | Wohnhaus, 1907–1908 von Otto Knopf |                                           |
| 09075417 | Podbielskiallee 78 Englerallee Schweinfurthstraße (Lage)        | Königin-Luise-Stiftung | Schule, 1905–1907 von Paul Kieschke und Eduard Fürstenau |                                           |
| 09075417 | Podbielskiallee 78 Englerallee Schweinfurthstraße (Lage)        | Königin-Luise-Stiftung | Einfriedung |                                           |
| 09011958 | Podbielskiallee 81 (Lage)                                       | Haus Fürstenau | Villa, 1906 von Eduard Fürstenau |                                           |
| 09075418 | Pücklerstraße 18 Max-Eyth-Straße (Lage)                         | Wohnhaus | 1922–1923 von Georg Jacobowitz |                                           |
| 09075419 | Pücklerstraße 36 (Lage)                                         | Wohnhaus | 1939–1940, von Fritz August Breuhaus de Groot |                                           |
| 09075420 | Reichensteiner Weg 24/26 Ehrenbergstraße 6 (Lage)               | Paulinum Bestandteil des Ensembles: Altensteinstraße | 1907–1909 von Karl Cujath |                                           |
| 09075424 | Schorlemerallee 12–12C Englerallee (Lage)                       | Reihenhauszeile | 1929–1930 von Hans und Wassili Luckhardt & Alfons Anker |                                           |
| 09075425 | Schorlemerallee 14 (Lage)                                       | Wohnhaus | 1936–1938 von Hans und Wassili Luckhardt |                                           |
| 09075426 | Schorlemerallee 16 (Lage)                                       | Kupferhaus | 1931 von der Hirsch Kupfer- und Messingwerke AG |                                           |
| 09075427 | Schweinfurthstraße 24 (Lage)                                    | Haus Kohtz | Wohnhaus mit Terrasse, Gartenmauern, Treppenanlage und Rest der Pergola, 1922–1923 von Otto Kohtz |                                           |
| 09075429 | Spechtstraße 21/23 (Lage)                                       | Wohnhaus | 1938–1939 von Fritz August Breuhaus de Groot Starstraße |                                           |
| 09075430 | Thielallee 1/3 Königin-Luise-Straße 56 (Lage)                   | Gemeindehaus der St.-Annen-Gemeinde Bestandteil des Ensembles: Dorf Dahlem                                                                                        | 1926–1927 von Hans Jessen |                                           |
| 09075432 | Thielallee 8 (Lage)                                             | Wohnhaus | 1927–1928 von Karl Hoffmann |                                           |
| 09075433 | Thielallee 10 (Lage)                                            | Chauffeurshaus mit Garage | 1927–1928 von Karl Hoffmann |                                           |
| 09075438 | Thielallee 63 (Lage)                                            | Kaiser-Wilhelm-Institut für Chemie Bestandteil des Ensembles: Freie Universität Berlin                                                                            | Institutsgebäude, 1911–1912 von Ernst von Ihne und Max Guth |                                           |
| 09075438 | Thielallee 63 (Lage)                                            | Kaiser-Wilhelm-Institut für Chemie Bestandteil des Ensembles: Freie Universität Berlin                                                                            | Radiumhaus, 1927–1928 |                                           |
| 09085040 | Thielallee 69 (Lage)                                            | Kaiser-Wilhelm-Institut für Experimentelle Therapie Bestandteil des Ensembles: Freie Universität Berlin                                                           | Assistenten- und Pförtnerwohnhaus, 1913 von Ernst von Ihne |                                           |
| 09085039 | Thielallee 73 Van't-Hoff-Straße 2 (Lage)                        | Kaiser-Wilhelm-Institut für Experimentelle Therapie Bestandteil des Ensembles: Freie Universität Berlin                                                           | Institutsgebäude, 1912–1913 von Ernst von Ihne und Max Guth |                                           |
| 09075440 | Van’t-Hoff-Straße 6 (Lage)                                      | Freie Universität Berlin, Mensa Bestandteil des Ensembles: Freie Universität Berlin                                                                               | 1952–1953 von Hermann Fehling und Peter Pfankuch; Erweiterung 1977 von Herman Fehling und Daniel Gogel |                                           |
| 09075440 | Van’t-Hoff-Straße 6 (Lage)                                      | Freie Universität Berlin, Mensa Bestandteil des Ensembles: Freie Universität Berlin                                                                               | Freiplastik Kore (Torso) von Karl Hartung. In einem Grünton patinierte, stelengleiche Bronzeplastik, auf einem Betonsockel stehend. Datiert auf 1953. |                                           |
| 09075441 | Van’t-Hoff-Straße 15 Hittorfstraße (Lage)                       | Wohnhaus Bestandteil des Ensembles: Freie Universität Berlin | 1936 von Fritz Schopohl |                                           |
| 09085038 | Van’t-Hoff-Straße 17 (Lage)                                     | Fritz-Haber-Institut für Elektronenmikroskopie Bestandteil des Ensembles: Freie Universität Berlin                                                                | Ernst-Ruska-Bau, Laborgebäude 1974 von Gerd Hänska |                                           |
| 09085038 | Van’t-Hoff-Straße 17 (Lage)                                     | Fritz-Haber-Institut für Elektronenmikroskopie Bestandteil des Ensembles: Freie Universität Berlin                                                                | Türme |                                           |
| 09075443 | Vogelsang 12 (Lage)                                             | Haus Paret Bestandteil des Ensembles: Vogelsang | Wohnhaus, 1929 von Herbert Ruhl |                                           |
| 09075444 | Wachtelstraße 4 (Lage)                                          | Wohnhaus | 1927–1928 von Bruno Ahrends |                                           |

## Gartendenkmale
| Nr.      | Lage | Offizielle Bezeichnung                                                       | Beschreibung | Bild                                 |  |
| -------- | --- | ---------------------------------------------------------------------------- | --- | ------------------------------------ |  |
| 09046006 | Am Erlenbusch 24 (Lage) | Hausgarten                                                                   | 1928–1929 von Willy Alverdes und Edmund Schüler (siehe auch Baudenkmal Haus Braasch) |                                      |  |
| 09045924 | Auf dem Grat 24 (Lage) | Hausgarten                                                                   | 1922 von Erwin Barth |                                      |  |
| 09046009 | Bernadottestraße 56 (Lage) | Landhausgarten                                                               | 1906–1907 von Hermann Muthesius (siehe auch Baudenkmal Haus Neuhaus) |                                      |  |
| 09045928 | Bitterstraße 8/12 (Lage) | Landhausgarten                                                               | 1914–1917 Ludwig Lesser (siehe auch Baudenkmal Haus Huth) |                                      |  |
| 09045639 | Dreipfuhlpark Leichhardtstraße 45, 46 (Lage) | Stadtpark                                                                    | 1935–1939 von Max Dietrich (siehe auch Gesamtanlage Wohnsiedlung für US-Offiziere und Baudenkmal Schutzhütte)                                                                           |                                      |  |
| 09045935 | Finkenstraße 9, 9A (Lage) | Hausgarten                                                                   | 1935 von Deutsche Park- und Gartengestaltung Allinger & Rothe GmbH (siehe auch Baudenkmal Haus Witt)                                                                                    |                                      |  |
| 09045936 | Gelfertstraße 19/21 (Lage) | Hausgarten                                                                   | 1956 von Herta Hammerbacher (siehe auch Baudenkmal Haus Schwebes) |                                      |  |
| 09045937 | Gelfertstraße 43 (Lage) | Landhausgarten                                                               | 1923 von Paul Klawun, Mebes & Emmerich, Restaurierung 1988–1989 (siehe auch Baudenkmal Haus Diercks)                                                                                    |                                      |  |
| 09045949 | Hüttenweg 47 (Lage) | Waldfriedhof Dahlem                                                          | 1931–1933 von Albert Brodersen und Heinrich Schweitzer (siehe auch Baudenkmal Feierhalle)                                                                                               |                                      |  |
| 09045949 | Hüttenweg 47 (Lage) | Waldfriedhof Dahlem                                                          | Erweiterung 1934–1936 von Rudolf Timm |                                      |  |
| 09045949 | Hüttenweg 47 (Lage) | Waldfriedhof Dahlem                                                          | Torpavillons und Verwaltungsgebäude, 1928 von Heinrich Schweitzer |                                      |  |
| 09045949 | Hüttenweg 47 (Lage) | Waldfriedhof Dahlem                                                          | Brunnen, 1933 | Brunnen Waldfriedhof Dahlem          |  |
| 09045949 | Hüttenweg 47 (Lage) | Waldfriedhof Dahlem                                                          | Grabstätte des Kunst- und Bronzegießers Hermann Noack von Ernst Barlach |                                      |  |
| 09045949 | Hüttenweg 47 (Lage) | Waldfriedhof Dahlem                                                          | Grabmal Henny Hiebel ('La Jana'), 1940 und 1985: Im Jahr 2014 erlosch die seit 1985 bestehende Widmung des Landes Berlin als Ehrengrab.                                                 | Ehrengrab La Jana/Henny Hiebel       |  |
| 09020847 | Im Dol 39 Gadebuscher Weg 1/3 (Lage) | Hausgarten                                                                   | 1932–1933 von Heinrich-Friedrich Wiepking-Jürgensmann (siehe auch Baudenkmal Wohnhaus)                                                                                                  |                                      |  |
| 09045950 | Im Dol 48 (Lage) | Landhausgarten                                                               | 1914 (siehe auch Baudenkmal Wohnhaus) |                                      |  |
| 09045951 | Im Schwarzen Grund Auf dem Grat Brümmerstraße Clayallee Faradayweg Gelfertstraße Habelschwerdter Allee Hittorfstraße Kaiserswerther Straße Landoltweg Löhleinstraße Thielallee (Lage) | Thielpark und Triestpark Bestandteil des Ensembles: Freie Universität Berlin | Thielpark:Stadtpark, 1912–1915 von Heinrich Schweitzer, Hermann Jansen und Richard Köhler, ab 1920 Erneuerung von Emil Schubert, 1930–1934 Erneuerung und Umgestaltung von Max Dietrich |                                      |  |
| 09045951 | Im Schwarzen Grund Auf dem Grat Brümmerstraße Clayallee Faradayweg Gelfertstraße Habelschwerdter Allee Hittorfstraße Kaiserswerther Straße Landoltweg Löhleinstraße Thielallee (Lage) | Thielpark und Triestpark Bestandteil des Ensembles: Freie Universität Berlin | Triestpark |                                      |  |
| 09045952 | Im Schwarzen Grund 27 (Lage) | Garten des „Haus Petersen“                                                   | 1936–1937 von Heinrich Wiepking-Jürgensmann (siehe auch Baudenkmal Haus Petersen) |                                      |  |
| 09045955 | Kaiser-Wilhelm-Platz (Lage) | Stadtplatz                                                                   | 1907 von Richard Köhler (?) |                                      |  |
| 09045966 | Königin-Luise-Straße 22 (Lage) | Außenanlagen der Königlichen Gärtnerlehranstalt                              | Hauptwegesystem und Resten des Arboretums, 1902–1903 von Theodor Echtermeyer, seit 1903 Umgestaltungen (siehe auch Gesamtanlage Königliche Gärtnerlehranstalt)                          |                                      |  |
| 09045966 | Königin-Luise-Straße 22 (Lage) | Außenanlagen der Königlichen Gärtnerlehranstalt                              | Pergola am Vorplatz |                                      |  |
| 09045966 | Königin-Luise-Straße 22 (Lage) | Außenanlagen der Königlichen Gärtnerlehranstalt                              | Denkmale und Ausstattung |                                      |  |
| 09045966 | Königin-Luise-Straße 22 (Lage) | Außenanlagen der Königlichen Gärtnerlehranstalt                              | Staudengarten der TFH |                                      |  |
| 09045966 | Königin-Luise-Straße 22 (Lage) | Außenanlagen der Königlichen Gärtnerlehranstalt                              | Garten der Direktorenvilla mit Ergänzungen der 50er und 60er Jahre |                                      |  |
| 09045966 | Königin-Luise-Straße 22 (Lage) | Außenanlagen der Königlichen Gärtnerlehranstalt                              | Großes Parterre, 1983 wiederhergestellt von Eberhard Fink |                                      |  |
| 09045968 | Königin-Luise-Straße 57 (Lage) | Städtischer Friedhof Dahlem Bestandteil des Ensembles: Dorf Dahlem           | Friedhof, 1908, 1929 von Max Dietrich mit Grabdenkmalen (siehe auch Baudenkmal Feierhalle)                                                                                              |                                      |  |
| 09045968 | Königin-Luise-Straße 57 (Lage) | Städtischer Friedhof Dahlem Bestandteil des Ensembles: Dorf Dahlem           | Trauerhalle |                                      |  |
| 09045968 | Königin-Luise-Straße 57 (Lage) | Städtischer Friedhof Dahlem Bestandteil des Ensembles: Dorf Dahlem           | Einfriedung und Tor, 1909 von Heinrich Straumer |                                      |  |
| 09045968 | Königin-Luise-Straße 57 (Lage) | Städtischer Friedhof Dahlem Bestandteil des Ensembles: Dorf Dahlem           | Grabstätte Britzke, Abt.19,47-49, Grabmal mit Skulptur einer Trauernden auf mittlerem Sockel vor der Westwand                                                                           |                                      |  |
| 09045968 | Königin-Luise-Straße 57 (Lage) | Städtischer Friedhof Dahlem Bestandteil des Ensembles: Dorf Dahlem           | Grabmal Schumacher, 1942 |                                      |  |
| 09046010 | Ladenbergstraße 22/24 Rudeloffweg 4, 8/12, 16 Von-Laue-Straße 3, 7/11, 15/17 (Lage)                                                                                                   | Freiflächen der Mietwohnanlage „Dahlem II“                                   | 1904–1906 von Erich Köhn (siehe auch Gesamtanlage Mietwohnanlage „Dahlem II“) | Freiflächen Mietwohnanlage Dahlem II |  |
| 09045979 | Miquelstraße 66/72 (Lage) | Landhausgarten                                                               | 1914 von Bruno Ahrends, 1932 Veränderungen von Allinger & Rothe, 1996–1997 wiederhergestellt (siehe auch Baudenkmale Wohnhaus & Garagengebäude)                                         |                                      |  |
| 09045980 | Miquelstraße 92 (Lage) | Hausgarten                                                                   | 1917–1918 von Hermann Muthesius und Willy Lange, 2002–2003 Teilwiederherstellung |                                      |  |
| 09045981 | Musäusstraße 2 Bitterstraße (Lage) | Landhausgarten                                                               | 1927–1930 von Heinrich Friedrich Wiepking-Jürgensmann (siehe auch Baudenkmal Haus Supf)                                                                                                 |                                      |  |
| 09045984 | Pacelliallee 14 (Lage) | Landhausgarten                                                               | 1915 von Willy Lange (siehe auch Baudenkmal Haus Stauss) |                                      |  |
| 09045985 | Pacelliallee 18 Im Dol (Lage) | Landhausgarten                                                               | 1912–1913 von Hermann Muthesius (siehe auch Baudenkmal Haus Cramer) |                                      |  |
| 09045986 | Pacelliallee 39 (Lage) | Hausgarten Bestandteil des Ensembles: Pacelliallee                           | 1936–1937 von Gustav Allinger |                                      |  |
| 09045987 | Peter-Lenné-Straße 7 (Lage) | Landhausgarten                                                               | 1914–1915 von Willy Lange (siehe auch Baudenkmal Wohnhaus) |                                      |  |
| 09045988 | Peter-Lenné-Straße 28/30 Drygalskistraße (Lage) | Villengarten                                                                 | 1911–1912 von Peter Behrens und Richard Köhler (siehe auch Baudenkmal Haus Wiegand) |                                      |  |
| 09045990 | Podbielskiallee 34 (Lage) | Landhausgarten                                                               | 1919–1923 von Ludwig Lesser und Hermann Muthesius (siehe auch Baudenkmal Haus Sternberg)                                                                                                |                                      |  |
| 09045990 | Podbielskiallee 34 (Lage) | Landhausgarten                                                               | Vorgarten und Terrasse, 1923 von Hermann Karpenstein |                                      |  |
| 09045994 | Pücklerstraße 42/44 (Lage) | Hausgarten                                                                   | 1940–1941 von Herta Hammerbacher |                                      |  |

## Ehemalige Denkmale
| Nr.      | Lage                           | Offizielle Bezeichnung | Beschreibung                                                                  | Bild |
| -------- | ------------------------------ | ---------------------- | ----------------------------------------------------------------------------- | ---- |
| 09075378 | Königin-Luise-Straße 87 (Lage) | Holzhaus               | 1911–1914 von der Wolgaster Holzhäuser GmbH, Erweiterung 1925, 2016 aberkannt |      |
| 09075415 | Podbielskiallee 65 (Lage)      | Wohnhaus               | 1908–1909 von Otto Berlich, heute Iranische Schule                            |      |